# 萊茵蘭再軍事化

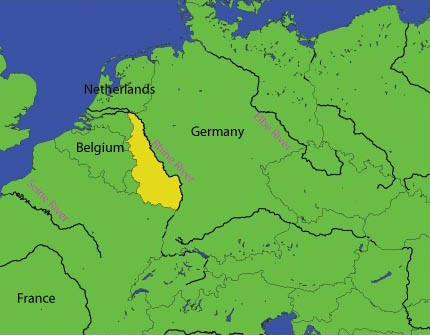
黃色地區是凡爾賽條約規定的萊茵蘭地區

萊茵蘭再軍事化（德語：Rheinlandbesetzung，發音：[ˈʁaɪ̯nlantˌbəˈzɛtsʊŋ]）開始於1936年3月7日，而當納粹德國執行了這項行動之時，即意味着該國公然地違反了《凡爾賽條約》及《洛迦諾條約》。法國和英國沒有做好任何的戰前準備，所以他們對此沒有做出任何行動。1939年以後的評論家表示：如果英法兩國早在事件發生的當初即展開軍事行動，便會立刻破壞了希特勒的擴張計畫。然而，根據最近的史料紀載，當時英國與法國的民間輿論皆強烈反對他們對德進行任何的軍事干預，他們的軍隊甚至沒有任何動作。
在第一次世界大戰結束之後，協約國佔領了萊茵蘭。而根據1919年簽訂的凡爾賽條約，德國不得在萊茵蘭以西、以東50公里的範圍駐軍，1925年的洛迦諾條約更是確定了萊茵蘭的永久非軍事化。1929年時，德國外交部長古斯塔夫·施特雷澤曼與盟軍談判後表態願意撤離。1930年6月，德國最後一批駐軍撤離萊茵蘭。
1933年，在納粹黨掌權之後，德國致力於發展軍事並將萊茵蘭再軍事化。1936年3月7日，德國元首兼總理希特勒，以《蘇法互助條約》為由，命令德國國防軍的3000士兵進駐萊茵蘭。此舉動使得德國各地皆慶祝起來。法國和英國政府因不願冒着發動戰爭的風險而視而不見。
萊茵蘭的再軍事化改變了歐洲的權力平衡，勢力優勢從法國與其盟友，轉移到了德國身上──這將允許德國快速的推行因萊茵蘭非軍事化而受阻的西歐擴張計畫。
英國與法國沒有干預的舉動，令希特勒相信這兩國都不會影響到納粹德國的外交政策。這使德國加快了重整旗鼓、統治歐洲的步伐。1936年3月14日，希特勒在慕尼黑的一次演講道：「無論是威脅還是警告，他們都不會阻止我走自己的路。我將本著一個夢遊者自帶的自信，跟隨天意指明的道路。」

## 背景

### 《凡爾賽條約》與《洛迦諾條約》

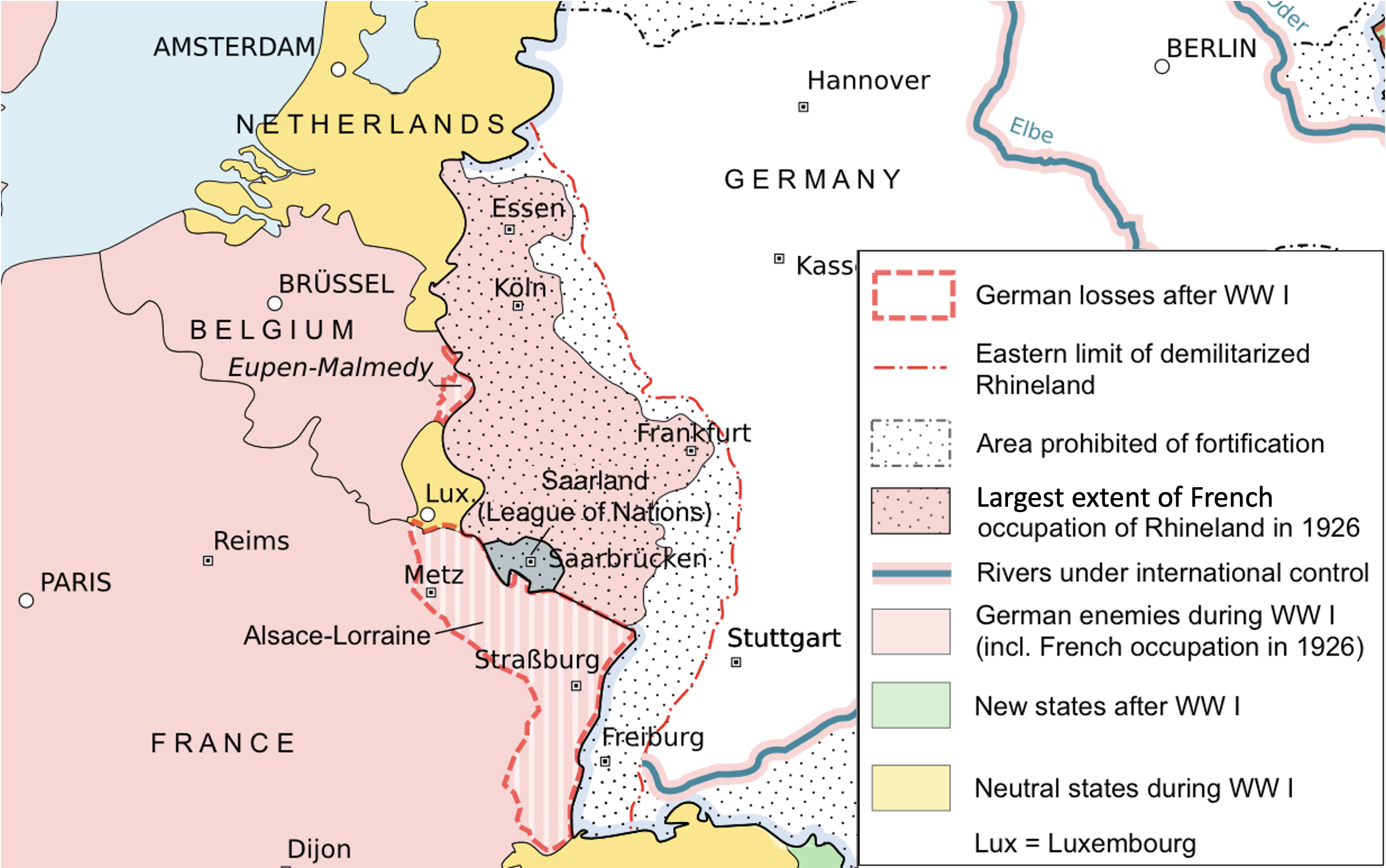
一戰之後的德法邊境（1919-1926）

根據1919年《凡爾賽條約》的第42、43和44條規定：「禁止德國在萊茵河左岸以西或萊茵河以東50公里，維護或設置任何的防禦設施；如果德國以任何方式違反第 42 條和第 43 條的規定，將被視為對本條約的簽署國實施敵對行為⋯⋯並蓄意破壞世界和平。」──這三條都是由戰勝國同盟國強加給德國的條約。而在1925年的10月，德國與法國、義大利和英國簽訂的《洛迦諾條約》規定：萊茵蘭應擁有永久的非軍事化地位。不過與凡爾賽條約的強制性接受不同，洛迦諾條約被視為是德國自願性的接受萊茵蘭為非軍事化地區。洛迦諾條約的規定，使得英國和義大利模糊地確定了法德邊界，及萊茵蘭非軍事化的合理性而非「公然侵犯」。如法國遭到進攻，英國和義大利將依洛迦諾的規定下幫助法國，反之，如德國遭到攻擊，英國和義大利則會依規援助德國。美國歷史學家格哈特·溫伯格稱：萊茵蘭的非軍事化是當時歐洲和平的「唯一保證」，因為這將避免德國會入侵其西部鄰國，而且由於非軍事區的存在，將使德國的西部處於毫無防備的狀態，因而無法通過離開來攻擊其東部鄰國。如果德國人試圖入侵任何有法國聯盟系統作為保障的東歐國家，那麼德國將會受到來自法國「警戒線」的毀滅性打擊。
此外，《凡爾賽條約》還規定盟軍必須在1935年前撤出萊茵蘭。然而，德國外長古斯塔夫·施特雷澤曼於1929年宣布，德國將不會批准1928年的揚計劃，並將停止支付賠款，除非盟軍同意在1930年參加海牙會議。在該會議的德國賠償問題上，英國代表團提議減少德國支付的賠款金額，以換取英法軍隊撤離萊茵蘭。最後一批英國士兵於1929年底撤軍，最後一批法國士兵則於1930年6月撤離。
只要法國繼續佔領着萊茵蘭，他就有了一種「抵押品」的作用，在此種形式下，法國可以透過吞併萊茵蘭，來回應德國企圖公開重整任何軍備的企圖，但一旦最後一批法國士兵於1930年6月撤出萊茵蘭，他就無法再發揮其「附加」作用，這也為讓德國重新武裝的問題再次埋下了未爆彈。1929年法國建立了馬奇諾防線，代表法國默認的狀況，即德國在30年代開始大規模地重新武裝只是時間問題，萊茵蘭遲早要再軍事化。根據第二局的情報，在蘇聯的大力支援下，德國在整個20年代一直在違反凡爾賽條約的規定。隨着法國軍隊撤出萊茵蘭，德國可能只會更明目張膽地違反凡爾賽條約；反過來從法國的安全角度來看，馬奇諾防線反而降低了萊茵蘭非軍事化地位之重要性。

### 外國的對德政策
法西斯義大利對其他國家的政策是「保持距離」之立場，並行使義大利選擇與之結盟的「決定性權重」──這將決定性的改變歐洲的權力平衡。該結盟也會支持義大利在歐洲及非洲的擴張。
蘇聯的外交政策之目標，是約瑟夫·史達林在1925年1月19日的一次演講中提到：如果資本主義國家之間又爆發了一場世界大戰，我們終將加入戰場，將我們的批判權重放在天平上──這應該證明此為決定性的權重。為了能夠達成共產主義達成全球性的勝利的目標，蘇聯透過暗中協助德國來秘密地重整軍備，以幫助德國來挑戰盟國建立的凡爾賽體系，這一決策導致了蘇聯與法國的關係變得緊張。
除此之外，法國與蘇聯的關係還有另一個問題，那便是俄羅斯的債權問題。在1917年以前，法國是迄今為止，俄羅斯帝國最大的投資者及俄羅斯債務的最大買家。因此弗拉迪米爾·列寧於1918年決定免除所有債務，並沒收俄羅斯人或外國人擁有的所有私有財產，嚴重地影響到了法國的商業和金融。直到1930年代初，俄羅斯的債務免除問題，和對受蘇聯國有化政策影響的法國企業的賠償問題，都深深的惡化了法蘇關係。
法國的外交政策則是東歐的「封鎖線」，該線旨在將德國與蘇聯排除在外。法國曾在1921、1924、1926與1927年，分別與波蘭、捷克斯洛伐克、羅馬尼亞和南斯拉夫建立同盟關係，該「封鎖線」是為了替代俄羅斯帝國作為法國的首席東部盟友，並加深他們在政治、軍事、經濟和文化的影響。
封鎖線的各國一直認為德國的進攻會讓法國針對德國西部發起進攻以做回應。
早在1933年以前，德國軍事和外交精英們就將萊茵蘭的非軍事化地位視為是暫時的，並計畫在第一個外交契機發生之時，使萊茵蘭再軍事化。1918年12月，德國主要將領在德國陸軍作為「國中國」的地方開會決定，鑒於德國在上次戰爭中未能成功地贏得地位，所以此次主要目標為重建德國的軍事力量，發動新的戰爭以贏得「世界強權」之地位。在整個1920-1930年年代初期之時，德國國防軍一直在制定一套摧毀法國及其盟友波蘭的戰爭計劃，而該計劃即假定萊茵蘭已再軍事化。德國政府還採取措施，已為萊茵蘭再軍事化做好準備，例如使舊軍營處於良好的維修狀態、將軍事物資藏在秘密倉庫，以及沿着邊境建造海關和消防瞭望塔──其中該措施可以很容易地快速轉變為觀察哨和機槍哨所。
從1919年至1932年期間，英國的國防開支是依照十年法則執行──該原則以十年內不會再爆發戰爭為前提──因此，英國軍隊正被裁員。在英國，派遣軍隊至歐洲與德國對戰的「大陸承諾」（continental commitment）從未被明確地拒絕過，但也曾為獲得支持。畢竟在第一次世界大戰時發生的嚴重損失之回憶，使眾人認為1914年的「大陸承諾」根本就是個天大的錯誤。在兩場世界大戰之間的大部分時間裡，英國非常不願意對東歐各國做出安全承諾，並認為東歐的局勢相當不穩，任何一個危機便會把英國拖入不必要的戰爭之中。英國最多也只在西歐進行有限度的承諾，但也非所謂的「大陸承諾」。1925年，英國外交大臣奧斯丁·張伯倫在洛加諾會議公開表示：波蘭走廊「不值一個英國擲彈兵的骨頭」來保證。因此，張伯倫以波蘭走廊應該還給德國為由，宣布英國將不會保證德波邊界的安全，英國甚至沒有認真對待他們的洛迦諾承諾，這可以從白廳禁止英國軍事首長與德國、法國和義大利軍隊就洛迦諾「公然違反」發生的行動而進行會談中看出。總之，在1920年代至1930年代的大部分時間，英國的外交政策都是依照綏靖政策來實施，很快地，自凡爾賽條約後建立的國際體系逐漸地被合理地修改為有利於德國的局面，以讓德國接受這個國際秩序來確保和平。英國在洛迦諾會議的主要目標之一是創造新的局面來讓德國可以和平地在東歐推行領土修正主義。英國人認為：如果法德關係好轉，法國將會逐漸放棄「警戒線」。
一旦法國放棄了在東歐的盟友以作為改善與德國關係的代價，波蘭人和捷克斯洛伐克人將被迫交出德國聲稱擁有主權的領土，如蘇台德地區、波蘭走廊和但澤自由市（今波蘭格但斯克）來滿足德國的要求並維持和平。英國人傾向於誇大法國的權力，甚至外交部常任副部長羅伯特·范西塔特──這位親法人士也表示，英國正面臨着「步步進逼的」法國來統治歐洲，因此需要復興德國的力量以制衡法國。
面對德國的種種優勢，白廳幾乎沒有意識到法國在經濟和人口方面的缺點，比如法國的人口比德國少，及法國在第一次世界大戰承受了嚴重的損失，德國則幾乎沒有。

## 歐洲局勢（1933~1936）

### 對德外交行動
1933年3月，德國國防部長維爾納·馮·勃洛姆堡制定了一項再軍事化的計劃。在同年的秋天時分，他開始為萊茵蘭的一些當地的準軍事警察部隊，提供秘密的軍事訓練和軍事武器，為再軍事化做好萬全準備。路德維希·貝克將軍在1935年3月之關於德國需要確保東歐的生存空间的備忘錄已被接受，一旦外交時機允許，便可將萊茵蘭再軍事化。而德國軍事、外交和政治精英則普遍認為，在1937年之前再軍事化萊茵蘭是不可能的。
儘管1933年德國的政權更迭，在倫敦引起了不少恐慌，但希特勒的長期意圖存在着相當大的不確定性，這凸顯在於1939年以前英國對德的多數政策上。英國永遠也不知道希特勒只是想單純的推翻凡爾賽條約，還是他另有目標，比如統治整個歐洲。這段期間英國的對德政策，為尋求可「草草了結」的雙軌政策，其中將會解決德國對凡爾賽條約的「合法」投訴，但同時地，英國也會再次動員起來，以自身實力來與德國談判，以阻止希特勒選擇用戰爭來解決問題，並確保為希特勒實際是想征服歐洲的最壞情況來做好準備。在1934年2月，國防需求委員會的一份秘密報告指出：德國已經成為英國的「最終潛在敵人」。儘管日後德國轟炸英國城市的可能性增加後，英吉利海峽另一邊也將擁有盟軍力量的重要性也隨之提高，但許多英國決策者對「大陸承諾」的想法都很冷淡，即便有對德國有些許的敵意。當英國於1934年開始重新動員之時，得到的資金是所有資金裡面最低的，而且還排在空軍和海軍之後──這部分是為了排除做出「大陸承諾」的選擇。而越來越多的英國人也紛紛認同「有限責任」的想法──如果他們最後仍然決定要進行「大陸承諾」的話──即英國應該只向歐洲派遣少量的遠征軍，但主要力量仍將保留在空中和海上戰爭中。由於英國拒絕做出與第一次世界大戰相同規模的大陸承諾，導致與法國的關係逐漸緊張，因為他們認為，如果沒有另一支大規模地面部隊支援就不可能擊敗德國，並且他們非常不喜歡英國應該在自己的土地上保留戰力的想法。
1934年，法國外交部長路易斯·巴爾圖決定通過建立一個針對德國的包圍網聯盟，來終結任何來自德國的潛在威脅，為此，他向蘇聯和義大利示好。而蘇聯直到1933年，都一直支持德國威脅這個凡爾賽體系，但是隨着由新政權納粹黨執政的德國所散發的強烈的反共主義及其對生存空間的要求，讓蘇聯開始想要改變了以往對凡爾賽體系的立場。1933年9月，蘇聯結束自1921年以來對德重整軍備的秘密支持。在「集體安全」的幌子下，蘇聯外交委員馬克西姆·利維諾夫開始讚揚凡爾賽制度，蘇聯領導人則譴責它是資本主義「奴役」德國的陰謀。
1920年代，義大利總理貝尼托·墨索里尼開始資助奧地利右翼的祖國陣線，1933年3月，奧地利總理恩格爾伯特·陶爾斐斯奪取原政權後，奧地利逐落入了義大利的勢力範圍之內。然隨後，奧地利的納粹分子發動了不少恐怖攻擊，奧地利政府指責其式受德國所控制的，而德國之所以反對多爾夫斯政權的目的，便是推翻他，以實現德奧合併，這導致兩國之間的關係相當緊張。墨索里尼曾多次警告希特勒，奧地利是義大利的勢力範圍之一，而非德國的勢力範圍，德國人必須停止任何試圖推翻義大利的門生陶爾斐斯。1934年7月25日，維也納的七月政變見證了陶爾斐斯被奧地利黨衛軍暗殺，奧地利納粹黨宣布德奧合併只差一步之遙。後來奧地利納粹黨開始試圖控制整個奧地利，總部設在巴伐利亞的奧地利黨衛軍軍團則開始襲擊德奧邊境沿線的邊境哨所──這意味着入侵已經開始了。而作為回應，墨索里尼動員了義大利軍隊，在布倫納山口集中了幾個師，並警告希特勒，如果德國仍執意試圖通過入侵奧地利來跟進政變，義大利將會與之開戰。生於奧地利的希特勒雖然對於墨索里尼的直言不諱，表明他的出生地在德國以外的任何大國的勢力範圍內而深感被冒犯，但後來他意識到，德國除了「狼狽撤退」之外別無他法。令他厭惡的是，他不得不拒絕他下令的政變，這樣一來，德國便無法透過入侵奧地利來跟進政變，而該政變很快便由奧地利政府鎮壓。
在巴爾圖於1934年10月9日被暗殺後，與蘇聯和義大利建立的反德聯盟的工作由他的繼任者皮耶·拉瓦爾繼續進行。1935年1月7日，在羅馬舉行的一次首腦會議上，拉瓦爾告訴墨索里尼：只要義大利願意「放開」他在非洲之角地殖民地，法國便不會反對義大利入侵阿比西尼亞（今衣索比亞）。1935年4月14日，英國首相拉姆齊·麥克唐納、法國首相皮耶·拉瓦爾和義大利總理貝尼托·墨索里尼在斯特雷薩會面，組成斯特雷薩陣線，以反對德國試圖進一步破壞的凡爾賽體系──這因應了德國於1935年3月宣布不再遵守凡爾賽條約的第五及第六部分的動作。在1935年春天，法國和義大利開始了聯合參謀會談，目的是為了形成一個反德軍事聯盟。後來的1935年5月2日，拉瓦爾前往莫斯科，並與蘇聯簽署了相同的同盟條約。對此，德國政府立即開始了一場反對法蘇條約的暴力新聞運動，並聲稱這是對洛迦諾條約的侵犯，對德國構成了巨大危險。
1935年5月21日，希特勒在他的「和平演講」中提到：「他們(德國)一定會維護並履行洛迦諾條約規定的所有義務，前提是其他各方也都準備好遵守該條約」。希特勒演講中的那句話是由外交部長康斯坦丁·馮·諾伊拉特所寫的，他希望能讓那些外國領導人感受到德國在1935年3月宣布不再履行凡爾賽條約的第五部分並不會構成任何威脅。與此同時，諾伊拉特想為萊茵蘭的最終再新軍事化提供一個機會，因此他補充道，只有在其他國家也遵守的情況下，德國才會遵守洛迦諾的承諾。希特勒一直認為，德國並沒有受到凡爾賽法令的約束，但他會尊重它所自願簽署的任何條約，例如洛迦諾條約：德國便自願承諾萊茵蘭會永久非軍事化，因此，希特勒在他的「和平演講」中總是只承諾會遵守洛迦諾條約，而非凡爾賽條約。

### 阿比西尼亞危機
1935年6月7日，麥克唐納因健康因素而辭去英國首相職務，並由斯坦利·鮑德溫接任，但領導層的變動並沒有以任何有意義的方式，來影響英國的外交政策。1935年10月3日，義大利入侵衣索比亞（當時西方稱為阿比西尼亞），阿比西尼亞危機開始。在英國輿論強烈地主張集體安全的強烈壓力下，英國政府率先向國際聯盟施壓，要求對義大利實施制裁，而鮑德溫對集體安全採取強硬路線的決定，主要是出於國內的政治考量：因為鮑德溫剛剛才贏得了1935年11月14日的選舉，其中包括他曾宣稱會維護集體安全，因此線下鮑德溫政府強烈要求國聯對入侵衣索比亞的義大利實施制裁。1935年11月18日，國際聯盟大會投票中，英國對義大利實施制裁的動議通過，即可生效。
英國必須維護集體安全的路線導致巴黎和倫敦之間的關係相當緊張。法國人認為希特勒才是和平的真正威脅，而非墨索里尼，因此如果能確保斯特雷薩陣線的存在，義大利入侵衣索比亞並不算什麼。英國歷史學家科雷利·巴內特寫道：對於拉瓦爾來說，『真正重要的是納粹德國。而他的目光總是注視着萊茵蘭的非軍事區──這是他對於洛迦諾條約的擔保之看法。與洛迦諾盟國之一的義大利-阿比西尼亞問題相比，賴伐爾的奧弗涅農民的頭腦反而被忽視了。』巴黎和倫敦當局在對義大利入侵的反應上一直爭論不休，更不用說羅馬和倫敦當局之間的赤裸裸的分歧，而在此時，德國看到了萊茵蘭再軍事化的絕佳機會。
這場爭端使法國人處於很難受的境地：一方面，英國一再拒絕做出「大陸承諾」的態度，增加了義大利作為法國在西歐唯一可以派出龐大軍隊來對抗德國的價值；但另一方面，英國經濟能力遠比義大利還要強大，這意味着從長遠來看，英國都會是一個更好的盟友，畢竟英國的經濟持久力比義大利還要高出許多，因此人們認為，這將是另一場可針對德國的長期戰爭。美國歷史學家扎克·肖爾寫道：「法國領導人發現自己處於尋求兩個互不相容的盟友來軍事合作的尷尬場面。因為義大利和英國在地中海的利益已經發生衝突，因此法國必須在不疏遠對方的情況下，與其中一方達成軍事同盟。」
為了避免與英國徹底決裂，作為國聯理事會成員之一的法國未使用其否決權，甚至投票支持制裁。然而，拉瓦爾卻利用法國擁有的否決權來威脅英國削弱制裁，將石油和煤炭等可能使義大利陷入停頓的能源從中刪除。
然而，墨索里尼感覺到他被法國出賣了，因此他認為法國負有最大責任。不過儘管他對制裁感到憤怒，但基本上該制裁是等同於無效的，因為美國、德國這兩個國家都不是國聯成員，它們亦選擇不遵守制裁，因此美國和德國企業向意義大利提供了國聯列入制裁名單的所有貨物，因此對義大利人來說，與其說制裁是個問題，不如說是一種煩惱。
義大利的密碼學家在1930年代初期，破解了英國的海軍、外交密碼，因此墨索里尼非常清楚，儘管英國可能會透過1935年9月加強地中海艦隊等措施，威脅或將發動戰爭，他們也早已決定不再為衣索比亞開戰。有了這些資訊之下，墨索里尼從 1935年末便開始自由地對英國發動各種直接的戰爭威脅宣言，並一度宣布他寧願看到整個世界「在大火中燃燒」也不會停止他的入侵行動。後來英國仍繼續反對他在非洲的戰爭，墨索里尼則經常威脅要摧毀大英帝國來回應──這使1935年底至1936年初，英國和義大利時常處於戰爭邊緣之跡象。
1935年末，諾伊拉特開始散佈德國正在考慮重新武裝萊茵蘭以回應1935年5月的法蘇條約之謠言，而諾伊拉特堅稱因為該條約違反了洛迦諾條約並直接威脅到了德國。與此同時，諾伊拉特命令德國外交官開始起草法律簡報，以為他們違反洛迦諾條約為由，給萊茵蘭再軍事化的行動當擋箭牌。諾伊拉特在沒有希特勒命令的情況下採取行動，並且由於英義關係的惡化，他認為再軍事化的時機已經成熟。為了解決阿比西尼亞危機，英國外交部常任副國務卿羅伯特·范西塔特向英國外交大臣塞繆爾·霍爾提出了後來被稱為「霍爾-賴伐爾協定」的提議，根據該條約，衣索比亞將有一半交給義大利，餘下的由海爾·塞拉西皇帝的統治的部份則是獨立的。范西塔是一個熱情的親法主義者，他認為為了維持斯特雷薩陣線對抗德國而犧牲衣索比亞是正確的，因為德國才是真正的危機所在。
范西塔特在漢基中有一個強大的盟友，他是現實政治的支持者，他認為國聯對義大利實施制裁的整個想法是相當愚蠢的。被范西塔特的方法之優點說服後，霍爾前往巴黎會見了同樣認可該計劃的拉瓦爾。然而，奧賽堤岸總書記聖瓊·佩斯是少數對法西斯義大利感到厭惡的法國官員之一，而其他人大多都是親義人士。他決定透過洩露給法國媒體，來破壞這個計劃。眾所周知，聖瓊是一個「相當奇怪」的角色，因為有時他會選擇去削弱他不贊成的政策舉措。在這反差之下，范西塔支持法國的做法，即允許義大利繼續征服衣索比亞，換取斯特雷薩陣線的穩固，而聖瓊則支持英國的做法，即便斯特雷薩陣線或將會瓦解，也要維護集體安全。當霍爾對於墨索里尼的計劃無動於衷的消息傳到英國時，便立刻引起了軒然大波，霍爾因而不得不羞愧地辭職，他被安東尼·艾登取代，而新當選的鮑德溫政府則幾乎被下議員的反抗而推翻。
至於法國，公眾輿論對該計劃也跟英國一樣都感到憤怒。原先拉瓦爾的內部貶值政策，迫使法國經濟通貨緊縮，以增加出口以對抗大蕭條──這舉措已經讓他不受歡迎了，但霍爾-拉瓦爾條約的曝光，進一步損害了他的聲譽。法國眾議院於12月27日至28日對該計劃進行了辯論。人民陣線對此予以譴責，萊昂·布魯姆告訴拉瓦爾：「你試圖去給予和去保留。你想擁有你的蛋糕並吃掉它。 你用你的行為取消了你的話，用你的話取消了你的行為。你用固執、陰謀和狡猾貶低了一切……你對重大道德問題的重要性不夠敏感，因為你已經把一切的問題都降低到你的小方法的水平。」
很快的，墨索里尼拒絕了霍爾-拉瓦爾條約，並稱他要征服整個埃塞俄比亞，而非僅僅一半而已。在該計劃失敗後，英國政府恢復了以往對義大利實施制裁的「三心二意」的政策，給了巴黎，特別是羅馬的關係造成了嚴重的壓力。鑑於義大利的惡劣態度，英國希望開始與法國就可能對義大利發動戰爭的計畫，與相關工作人員開始會談。1935年12月13日，紐拉特告訴英國大使艾瑞克·菲普斯爵士，柏林認為任何英法工作人員會談都不會讓德國滿意。即使實質上只針對義大利，德國也會因為違反洛迦諾條約而迫使萊茵蘭再軍事化。
儘管1935年的德義關係並不友好，但德國仍公開贊成義大利的行動，並表示將會維持中立。並且在白人至上主義、法西斯主義的驅使下，希特勒不顧國際聯盟的制裁行動，堅決支持義大利入侵，並特意向義大利運送各種原材料和武器裝備。因此希特勒對該國征服的支持，為他贏得了羅馬當局的好感。
相比之下，拉瓦爾親意大利的陰謀，以及他破壞英國領導的對意大利實施制裁的努力，造成了英國和法國之間持續的互不信任。

## 德國再軍事化

### 紐拉特與秘密情報
英國外交大臣安東尼·艾登預計在1940年左右，德國可能會重返國際聯盟，接受軍備限制，並放棄她在歐洲的所有領土要求，以換取萊茵蘭的再軍事化、前德國的所有非洲殖民地之回歸和德國「多瑙河沿岸經濟優先權」。外交部的拉爾夫·威格拉姆因此建議，應該允許德國將萊茵蘭再軍事化，以換取一項禁止進行空中轟炸的協定，以及承諾不使用武力來再次改變邊界。然而，威格拉姆並沒有成功的「說服他的同事或內閣部長」。伊登的目標被認為是「普遍解決」方案：即尋求「讓世界秩序回到20年代的狀態，並創造條件讓希特勒可以像施特雷澤曼──威瑪共和國的總理、外交部長和民主人士──一樣穩重行事」。1936年1月16日，法國總理皮耶·拉瓦爾將蘇法條約提交至眾議院待批。1936年1月，諾伊拉特前往倫敦參加喬治五世國王的葬禮時告訴伊登：「但是如果《洛迦諾條約》的其他簽署方或保證方之達成，有悖於《洛迦諾條約》精神的雙邊協議，我們將不得不重新考慮我們的態度。」對於該諾伊拉特含蓄的威脅之意思，即如果法國議會批准了蘇法條約，德國將使萊茵蘭再軍事化的回應會使紐拉特相信，屆時英國或將站在德國這一邊來抗衡法國。洛迦諾條約中有一項條款要求：如果簽署國之一簽署了其他國家認為與洛迦諾條約不相容的條約，則他有發動國際仲裁的權力。諾伊拉特和他的國務秘書伯恩哈德·馮·比洛親王向所有與之交談的外國外交官都坦言，蘇法條約確實違反了洛迦諾條約，但同時地，兩人都強烈建議希特勒，不要為了確定蘇法條約是否真的違反洛迦諾條約而尋求國際仲裁。尋求國際仲裁對德國來說會是慘敗的局面，一方面，如果法蘇條約被判定違反了洛迦諾條約，那麼法國就不得不放棄該條約，繼而摧毀了德國得以再軍事化的藉口；另一方面，如果判定法蘇條約沒有違反洛迦諾條約，德國同樣也沒有再軍事化的藉口。因此，儘管諾伊拉特在1936年初的新聞發布會上多次表示：德國計劃利用洛迦諾條約的使用仲裁條款，以讓國外輿論相信蘇法條約確實違反了洛迦諾，但德國政府從未使用該仲裁條款過。
與此同時，諾伊拉特在1936年1月10日，收到了來自外交部的新聞負責人戈特弗里德·阿施曼的情報報告──該位曾於1936年1月上旬訪問巴黎期間，與一位名叫讓·蒙蒂尼的法國小政治家進行了交談。他同時是拉瓦爾總理的密友，他曾坦言，法國的經濟問題阻礙了法國的軍事現代化，因此，如果德國對萊茵蘭進行再軍事化行動，法國將不會有任何動作。紐拉特雖沒有將阿施曼的報告轉交給希特勒，但他也非常重視該情報。同時，諾伊拉特也恰好正在尋求增加他在納粹黨中的地位；他透過在萊茵蘭危機期間，反復地向希特勒保證法國人不會在不告訴希特勒他所自信的來源之情況下，採取任何的軍事行動。因此在希特勒眼裡，諾伊拉特是一位擁有不可思議直覺的外交官，這使他在希特勒的地位是頗高的。以往德國的外交政策之實施都是由外交部負責的，但從1933年開始，諾伊拉特就面臨着納粹地「外交干預者」之威脅，因為各個隸屬納粹黨的機構紛紛開始獨立並經常反對外交部制定的外交政策。最嚴重的「外交干預者」為里賓特洛甫辦公室：一個有跟納粹黨聯繫的約阿希姆·馮·里賓特洛甫領導的另一個外交部，而它每次都會積極地試圖削弱外交部的工作。而進一步加劇了里賓特洛甫辦公室和外交部之間的競爭的事實是，諾伊拉特和里賓特洛甫是完全互相敵對的，而里賓特洛甫更是毫不掩飾的相信，他會成為比諾伊拉特更優秀的外交部長，而諾伊拉特則認為里賓特洛甫是一個無可救藥的無能業餘外交官，而且還時常插手與他無關的事務。

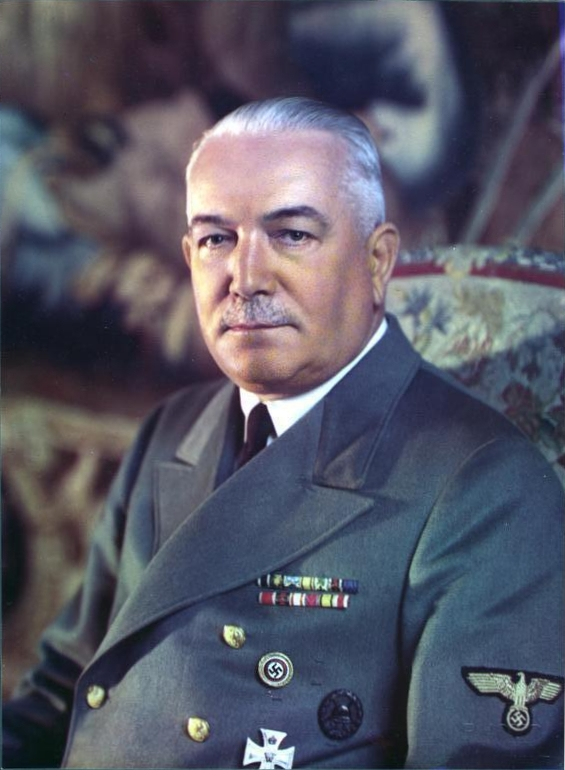
1939年的康斯坦丁·馮·諾伊拉特。他在1936年擔任外交部長時，在萊茵蘭再軍事化之決策發揮了決定性作用。

### 決定再軍事化
1936年1月，德國總理兼元首阿道夫·希特勒決定讓萊茵蘭再軍事化。希特勒原本計劃在1937年將萊茵蘭再軍事化，但在1936年初時便決定將再軍事化之決策提前一年，原因有幾個：法國國民議會批准了1935年的蘇法條約，這使他能夠對國內外表明他的舉措，來回應法蘇的「包圍網」防禦措施；法國期望能在1937年擁有更好的武裝；巴黎政府剛剛才政權更迭，並由看守政府代管；國內的經濟問題需要有外交政策的成功，才能恢復眾人對納粹黨政權的期望；義大利-衣索比亞戰爭的發生，使英國開始反抗義大利，並瓦解了斯特雷薩陣線，然更顯然的，是因為希特勒根本就不想要再等一年。英國歷史學家伊恩·克肖爵士在他的希特勒傳記中表示：決定在1936年便再軍事化而不是1937年的主要原因，是希特勒更喜歡戲劇性的單方面行動，以便可以透過只有區區的寧靜談話便可輕鬆實現目標的成就。因為希特勒需要透過在外交政策上取得的勝利，以轉移公眾對1935-36年席捲德國的重大經濟危機的注意。

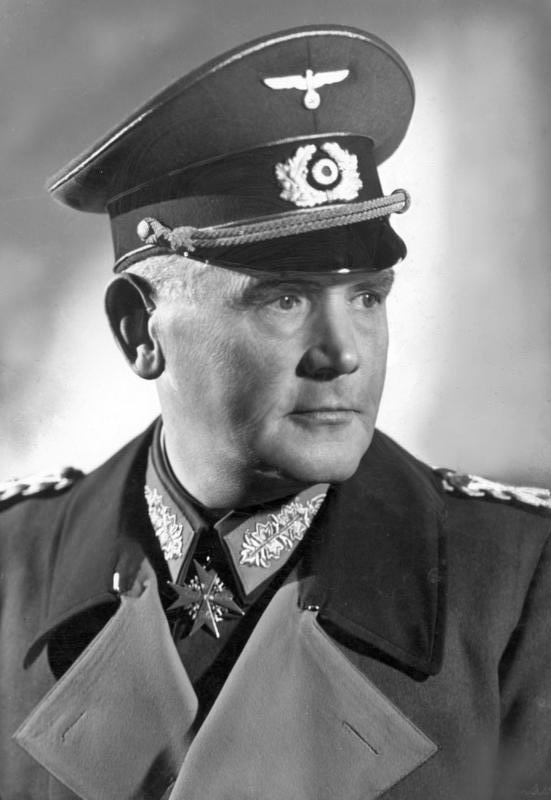
德國戰爭部長維爾納·馮·勃洛姆堡將軍

1936年1月13日，在外交部國務秘書伯恩哈德·馮·比洛親王（在此並非著名的伯恩哈德·馮·比洛總理）和法國大使安德烈·弗朗索瓦-龐賽會面期間，當比洛遞給弗朗索瓦-龐賽另一張紙條以抗議蘇法條約時，弗朗索瓦-龐賽當面指責比洛是在尋找任何藉口──儘管對他而言，將軍隊送回萊茵蘭是多麼離奇、奇怪或難以置信的事情。1936年1月15日，一份機密的內務人民委員部報告發送給約瑟夫·史達林，標題為「關於德國的軍事和政治情報摘要」，上面記錄了外交部各外交官的聲明：德國計劃在不久的將來對萊茵蘭進行再軍事化。同一份摘要引述比洛的話，即如果英國和法國的任何軍事合作不涉及德國的協議，道：「我們認為這是對洛迦諾條約的侵犯，而除非我們沒有被拖入談判，我們將不會認為自己受洛迦諾的，關於保護萊茵非軍事區之義務的約束。」不過，蘇聯並沒有將關於德國重新軍事化計劃的警告傳達給英國或法國政府。
1936年1月17日，貝尼托·墨索里尼將他對國際聯盟對他的國家因侵略衣索比亞而實施的制裁感到憤怒的感受告訴德國駐羅馬大使烏爾里希·馮·哈塞爾：他希望看到一項奧德協議，「這實際上便形同讓奧地利成為德國的一部分，這樣一來他就只能來個與德國同步的外交政策。而如果奧地利能夠作為一個正式獨立的國家──儘管可能會成為德國的衛星國──他也不會反對」。
因為義大利承認了奧地利隸屬於德國的勢力範圍之內，墨索里尼消除了義德關係中的主要障礙。自1933年中期以來，尤其是自1934年奧地利七月政變以來，義德關係一直都很糟糕，因此，墨索里尼在1936年初對哈塞爾的言論，表明他希望與德國和解的這個部分，在柏林當局認為是是非常重要的。在另一場會議上，墨索里尼告訴哈塞爾，他認為1935年的斯特雷薩陣線「已經宣告死亡」，如果德國決定違反洛迦諾條約，義大利將不會採取任何行動來維護之。一開始德國官員並不相信墨索里尼的和解願望，但在希特勒派漢斯·法郎克帶着元首的信息秘密訪問羅馬後，德國便支持義大利征服衣索比亞的行動，義德關係也隨之出現顯着的改善。1月24日，極不受歡迎的諾伊拉特辭去了總理職務，而不是在國民議會的不信任案中被擊敗，這是因為激進社會主義者決定加入左翼人民陣線，從而導致反諾伊拉特的票數佔多數。至於法國方面，由阿爾貝·薩羅領導的看守政府在巴黎成立，他將代管至新的選舉結束為止。薩羅內閣是由喬治·曼德爾等右翼、喬治·博內等中間派，及約瑟夫·保羅-邦庫爾等左翼混合而成，這使得內閣幾乎不可能做出任何決定。很快地，薩羅政府立即與英國發生衝突，因為伊登開始向國聯施壓，要求對義大利實施石油制裁，而法國對此表示完全反對，並威脅要否決之。
1936年2月11日，法國新任總理阿爾貝·薩羅確定他的政府將致力於批准蘇法條約。1936年2月12日，希特勒會見了諾伊拉特和他的無任所大使約阿希姆·馮·里賓特洛甫，詢問他們對外國可能對再軍事化的反應之看法。諾伊拉特支持再軍事化，但他認為德國在這樣做之前應該先進行更多談判，而里賓特洛甫則主張立即進行單方面的再軍事化。里賓特洛甫告訴希特勒，如果法國因德國的再軍事化而發動戰爭，那麼英國將與法國開戰。諾伊拉特雖不同意此評估，但也鼓勵希特勒繼續進行再軍事化。

2月12日，希特勒將他的意圖告知了他的戰爭部長維爾納·馮·勃洛姆堡元帥，並詢問了陸軍元帥威爾納·馮·弗里奇將軍：將幾個步兵營和一個砲兵連運送到萊茵蘭需要多長時間。弗里奇回答說大概需要三天的時間，但他贊成事先談判，因為他認為德國軍隊還沒有與法國軍隊進行武裝戰鬥的準備。總參謀長路德維希·貝克將軍則警告希特勒，德國軍隊將無法成功地保衛德國，免受法國可能的任何報復性襲擊。希特勒後向弗里奇保證，如果法國有任何的反擊，他會立即令他的部隊撤回。溫伯格隨後寫道：
「此次德國的軍事計劃規定，德國的小部隊進入萊茵蘭後，會加入當地的軍事化警察 (Landespolizei) ，並且，如果西方出現軍事反擊時便會立刻撤退。如果法國對他們採取行動，德國人會下令撤軍的說法只能算是成功了一半而已，因為他基本上存在着一誤導性：撤退是一種戰術防禦措施，而非回到先前的位置。法國發動戰爭的可能性也許被希特勒所接受了，但顯然地，他認為這種偶然的可能性並不大。」
該行動代號為冬季演習。
然，希特勒不知道的是，伊登於2月14日寫信至奧賽堤岸，並稱英國和法國應該「及時進入談判......然後在我們該地區的權利條件下適時投降，而這種投降仍有討價還價的權力」。伊登還寫信給英國內閣，萊茵蘭非軍事區的終結「不僅會改變當地的軍事價值，而且可能導致深遠的政治影響，並進一步地，削弱法國在中歐、東歐的影響力」。1936年2月，第二辦公室提交了一報告，內容暗示德國計劃在不久的將來向萊茵蘭派遣軍隊。不過，由於弗朗索瓦-龐賽在對柏林的報告中表明，德國的經濟形勢相當地不穩定，因此巴黎認為任何對德國的制裁都可能是毀滅性的，甚至可能會讓導致納粹政權垮台。
希特勒與里賓特洛甫和諾伊拉特一起，與戰爭部長維爾納·馮·勃洛姆堡將軍、總參謀長路德維希·貝克將軍、赫爾曼·戈林、陸軍總司令威爾納·馮·弗里奇將軍和烏爾里希·馮·哈塞爾詳細討論了重新軍事化計劃。其中，里賓特洛甫和勃洛姆堡表示贊成；貝克和弗里奇表示反對，諾伊拉特和哈塞爾則雖表示支持，但認為沒有必要立刻採取行動，因為一場沉默的外交手段即可快速地確保再軍事化。整個2月和3月初，希特勒一直與駐義大利大使哈塞爾保持密切和定期的接觸，這表明希特勒對義大利的重視。因為墨索里尼在斯特雷薩戰線的三位領導人中，無疑是最受尊敬的一位，如果墨索里尼決定反對希特勒再軍事化，那麼英法就會緊隨其後，因此希特勒將義大利視為能否讓萊茵蘭再軍事化的關鍵。儘管墨索里尼在一月份便發表了他的意見，希特勒仍然不相信義大利式真的支持，並命令哈塞爾深入了解墨索里尼的態度。2月22日，哈塞爾在他的日記中寫道：待批准的蘇法條約只是一個藉口，「因為很明顯地，他(希特勒)真的希望該條約能被批准，藉以以此用作他出動的機會」。同一天，哈塞爾與墨索里尼會面時，伊爾·杜斯表示如果其他國家對義大利實施石油禁運，他將「讓洛迦諾條約自行消失」，而無論如何，如果德軍進軍萊茵蘭，義大利不會採取行動。
與此同時，紐拉特開始準備詳細的文件來證明，再軍事化就是德國對蘇法條約的回應，並建議希特勒盡量減少派往萊茵蘭的軍隊數量，以便讓德國人可聲稱他們並沒有「公然違反」洛迦諾條約(因為英國和義大利都只承諾，對任何「公然違反」的行為作出軍事回應)。在紐拉特為應對外國媒體做準備的重新軍事化的聲明中，德國的舉動被其描述為因為法國批准了蘇法條約，而使不情願的德國被迫採取的行動，並強烈暗示：如果其他國家接受萊茵蘭的再軍事化，德國將會返回國際聯盟。在2月18日與希特勒會面後，他表達了「對希特勒來說，國內的第一動機是關鍵」的觀點。
在弗蘭克訪問羅馬的同時，戈林被派往華沙，會見波蘭外交部長約瑟夫·貝克上校，並要求如果法國決定對萊茵蘭再軍事化而發動戰爭，波蘭應保持中立。貝克上校認為，如果德國對萊茵蘭進行再軍事化，法國將不會作出任何軍事行動，因此他可以向波蘭政府中希望波蘭與其傳統盟友法國保持密切聯繫的人保證，如果法國這樣做，波蘭就會採取行動。同時，他也告訴戈林，他希望德波關係能夠更密切，因此屆時波蘭將按兵不動。
1936年2月13日，在與德國駐倫敦大使館的俾斯麥王子會面時，英國外交部中央司司長拉爾夫·威格拉姆表示，英國政府希望就一項禁止空中轟炸的協定達成「真正的運作協議」。並且，英國將考慮或將修改凡爾賽條約和洛迦諾條約，以有利於德國達成相關的航空協定。1936年2月22日，墨索里尼仍然對國際聯盟與反對他的國家因侵略衣索比亞而實施的制裁感到憤怒，他告訴哈塞爾，如果德國將萊茵蘭再軍事化，義大利也將不再遵照洛迦諾條約。即使墨索里尼想遵從洛迦諾條約，由於當時義大利的大部分軍隊都在衣索比亞，而且在義德邊界沒有接壤之下，一些實際問題也會隨之出現。
歷史學家就希特勒於1936年將萊茵蘭地區再軍事化的決定，與其廣泛的長期目標之間的關係展開辯論。克勞斯·希爾德布蘭德和已故的安德烈斯·希爾格魯勃等贊成對德國外交政策進行「故意主義」解釋的歷史學家，將萊茵蘭再軍事化視為希特勒征服世界的分段計劃的一個「階段」。那些用「功能主義」來解釋的歷史學家認為，萊茵蘭的再軍事化更像是希特勒對1936年經濟危機的臨時的即興反應，是一種能夠恢復該政權的受歡迎程度的廉價而簡單的方法。英國馬克思主義歷史學家提姆西·梅森曾有句著名的觀點，即希特勒的外交政策是與經濟衰退相關的國內需求所驅使的。因此，1936年以後的納粹外交政策，最終便淪為了「社會帝國主義的野蠻變種」，並使之在1939年走上戰爭之路。
正如希爾德布蘭德本人所指出的，這些解釋不一定是相互排斥的。希爾德布蘭德表示，雖然希特勒確實有一個統治世界的「計劃」，但希特勒執行他的「計劃」的方式是相當高度地即興作法，並且，在很大程度上受制於國際舞台和國內的結構性因素，而這些因素往往不受希特勒所控制。2月26日，法國國民議會批准了蘇法條約。2月27日，希特勒與赫爾曼·戈林和約瑟夫·戈培爾共進午餐，並討論計劃中的再軍事化行動，戈培爾事後在日記中寫道：「這計畫中就還是有點太早了」。2月29日，希特勒將2月21日對法國法西斯分子兼記者贝特朗·德·茹弗内尔的採訪，發表在《Paris-Midi》報紙上。在接受約弗內爾的採訪時，希特勒自稱是一個和平主義者，他迫切希望與法國建立友誼，並將法德關係中的所有問題都歸咎於法國，因為儘管有明顯的事實證明，即元首並不想威脅法國，但是他們現在正出於某種奇怪的原因，試圖利用蘇法條約將德國「團團包圍」。希特勒公開對約弗內爾的採訪，是為了影響法國的公眾輿論，讓他們相信是他們的政府讓德國被迫做出了再軍事化的行動。直到3月1日，希特勒才終於下定決心繼續進行該計畫。希特勒做此決定的另一個因素是，國聯制裁委員會定於3月2日，開始討論對義大利實施石油制裁的相關問題，這將會導致歐洲外交官犧牲了其他的一切事務，並完全的專注在阿比西尼亞危機身上。

### 國防軍的進駐
1936年3月7日黎明後不久，19 個德國步兵營和幾架飛機進入萊茵蘭──德國這樣做違反了《凡爾賽條約》的第42條和第43條，以及《洛迦諾條約》的第1條和第2條。他們在上午11:00到達萊茵河，其中三個營隨後越過萊茵河西岸。與此同時，諾伊拉特男召見了義大利大使貝爾納多·阿托利科男爵、英國大使艾瑞克·菲普斯爵士和法國大使安德烈·弗朗索瓦-龐賽前往威廉大街，並遞交紙條給他們，指責法國批准了蘇法條約，並違反洛迦諾條約，並宣布德國已決定不再遵循洛迦諾條約並使萊茵蘭再軍事化。當德國偵察隊得知數千名法國士兵已經聚集在法德邊境時，勃洛姆堡將軍懇求希特勒撤離德國軍隊。在勃洛姆堡的影響下，希特勒差點便下令德軍撤退，但隨後被態度冷靜的諾伊拉特說服，讓冬季演習繼續進行。按照諾伊拉特的建議，希特勒詢問法國軍隊是否真的越過邊界，當他被告知他們沒有越過邊界時，他向勃洛姆堡保證當法國士兵入境時，德國士兵便會立刻撤退。跟在冬季演習期間，心理上高度緊張的勃洛姆堡相比，諾伊拉特則保持着冷靜，並極力的敦促希特勒要堅持下去。
萊茵蘭的行動被視為是可毫不費力地阻止希特勒的重要時刻：與當時規模更大的法國軍隊相比，參與此次行動的德國軍隊規模較小。美國記者威廉·勞倫斯·夏伊勒設想如果法國人進軍萊茵蘭並寫道：
......1936年3月，這兩個西方民主國家獲得了最後一次機會，可以在沒有爆發嚴重戰爭的風險下，阻止了這個高度軍事化、急遽侵略性的極權主義德國的崛起，事實上——正如我們已經看到希特勒索承認的那樣——讓這個納粹獨裁者和他的政權徹底垮台。然，他們讓這個機會就這麼平安的溜走了。
在西班牙內戰期間，一分配到本德勒館的一名德國軍官在危機時刻告訴休伯特·倫弗洛·尼克博克：「我可以告訴你，這五天五夜我們沒有一個人閉過眼睛。因為我們知道，如果法國人發動了戰爭，我們就完了。我們沒有任何防禦工事，也沒有與法國人匹敵的軍隊。如果法國人開始動員起來的話，我們應該就會被迫掛冠歸里了。」這位軍官還說，總參謀部認為這無疑是希特勒的自殺行為。在二戰之後，接受法國軍官採訪的德國將軍海因茨·古德里安將軍則聲稱：「如果你們法國人在1936年便出兵，我們應該很快就會被擊敗，希特勒政權就會垮台了。」
路德維希·貝克和維爾納·馮·弗里奇成了反對希特勒的人士，但根據美國歷史學家歐內斯特·梅的說法，該階段並沒有任何證據表明希特勒面臨嚴重的反對聲浪，因此該行動並沒有因而戛然停止。梅寫道，德國陸軍軍官團完全是為了使萊茵蘭再軍事化而替希特勒賣命，只是這一行動的時機問題使他們與希特勒產生了分歧。梅進一步指出，要希特勒被迫下令撤出萊茵蘭則必須有德國軍隊試圖要推翻他，然並沒有相關的證據表明之。墨索里尼在1934年的七月政變期間迫使德國撤退奧地利，讓希特勒備感羞辱，但並沒有導致德國國防軍推翻希特勒的表現，因此，他必須進一步地懷疑，如果軍隊被迫從萊茵蘭撤出，希特勒就會被推翻的論點。
1936年初，美國歷史學家J.T.愛默生表示：「事實上，在第三帝國存在的12年間，與1935年和1936年相比，希特勒與他的將軍們的關係更加友好。在這些年裡，沒有什麼比對政黨政治進行有組織的軍事抵抗更像的了」。二戰後期，儘管德國自 1942年起愈發危險，屢次戰鬥皆是慘敗，但絕大多數國防軍仍然忠於納粹政權，並繼續為該政權奮戰，直到1945年滅亡為止(唯一的例外是1944年7月20日的政變，但其中只有少數國防軍叛亂，而大多數人仍然是忠於希特勒的)。儘管德國從1943年開始，德國的敗北顯然已成定局，但國防軍們仍願意繼續為國家社會主義政權而戰並為之而死，這反映了大多數國防軍對國家社會主義的堅定承諾。
此外，德國國防軍的高級軍官大多都是相當腐敗之人，他們從希特勒那裡收受巨額的賄賂，以換取他們對希特勒的忠誠。不過鑑於國防軍對國家社會主義政權及其腐敗的高級官員的強烈忠誠，他們並未從希特勒那裡獲得足夠的賄賂，因此，如果國防軍在1936年被迫離開萊茵蘭，那麼國防軍還是不太可能會背叛他們的元首。

## 反應

### 德國

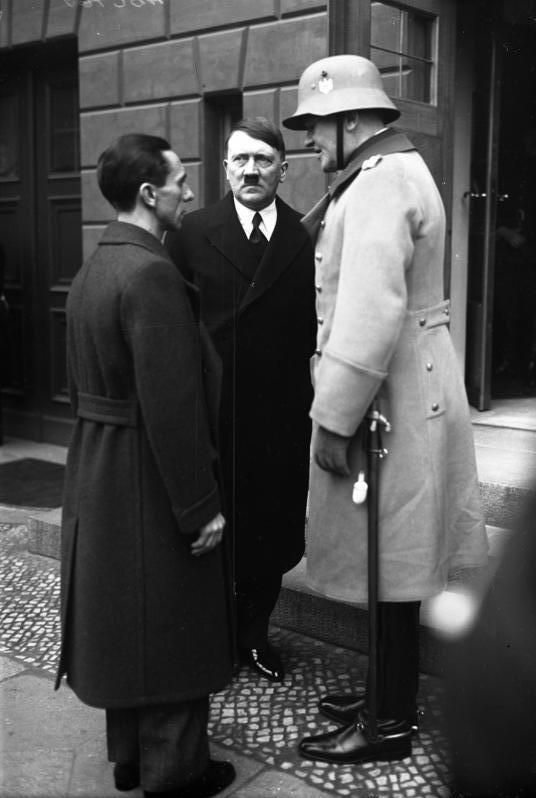
戈培爾、希特勒及勃洛姆堡

1936年3月7日，希特勒在國會大廈前宣布萊茵蘭已再軍事化，以降低任何未來戰爭的危險，此外，希特勒提出重返國際聯盟，並簽署一項空中協定，禁止將轟炸作為戰爭方式，前提是其他大國同意接受此再軍事化行動，並與法國簽署互不侵犯條約。希特勒在向德國國會發表講話時，首先便譴責凡爾賽條約對德國的不公平，並聲稱他是一個不想要與任何人開戰的和平人，而他只是透過「以和平推翻不公平的凡爾賽條約」，來為德國尋求平等。希特勒聲稱：由於凡爾賽條約的因素，德國的那一部分應該被非軍事化，而世界上任何其他國家的政府，都可以命令其軍隊進入其境內的任何地方，這對德國是很不公平的，他想要的只是拿回屬於德國的「平等」。即便如此，希特勒聲稱如果沒有1935年的蘇法條約，他願意接受萊茵蘭的永遠非軍事化，正如施特雷澤曼在1925年的洛迦諾會議所承諾的那樣，而現在該條約的批准，已經對德國構成了威脅，使他別無選擇，只能將萊茵蘭再軍事化。希特勒着眼於國外的輿論特別強調：再軍事化的行動不是為了威脅其他的任何人，而只是因為法國和蘇聯的威脅性行動使然，而使德國不得已地進行的一種防禦措施。至少國外的一些人接受了希特勒的這種說法，即他因為蘇法條約而被迫採取這一措施。英國前首相大衛·勞合喬治在下議院表示，希特勒在蘇法條約之後所做的行為是完全合理的，因為如果他不去試着保護自己的國家，他就會是德國的叛徒。
當德國軍隊進軍科隆時，一大群人群自發地向士兵們歡呼、致意，並向國防軍投擲鮮花，天主教神父則表示會祝福士兵們。科隆紅衣主教卡爾·約瑟夫·舒爾特在科隆大教堂舉行彌撒，慶祝和感謝希特勒「將我們的軍隊送回來」。萊茵蘭重新軍事化的消息在德國各地引起了熱烈的慶祝；英國歷史學家伊恩·克肖爵士在1936年3月寫道：「人們對此欣喜若狂……他們幾乎不可能不被這歡樂的情緒所感染、吸引」。該政權直到1940年6月戰勝法國後，類似的盛況才再次顯現。1936年春天給流亡德国社民党的報告提到，工人階級中，以前只有許多的社會民主黨人和納粹反對者贊成再軍事化。而現在，許多曾經在魏瑪共和國時期反對納粹的人都紛紛開始支持他們。

為了充分利用德國民眾對再軍事化的廣泛認知，希特勒於1936年3月29日召開全民公投，而大多數德國選民均表示支持再軍事化。當希特勒在他的競選活動要求大家投贊成票時，希特勒受到了大量人群的歡迎，因為他們對他對凡爾賽條約的鄙視表示贊同。克肖寫道，公投中99%的 ja（贊成）票確實高得不可思議，但很明顯的，當他們被問及是否真的贊成再軍事化時，絕大多數選民確實都選擇了贊成。以下為美國記者威廉·勞倫斯·夏伊勒提到關於1936年的選舉情況：
「儘管如此，這位觀察員報導了從帝國的一個角落到另一個角落的「選舉」，毫不懷疑的，大眾對希特勒的讚成票是壓倒性的。為什麼不呢？從不再遵從凡爾賽條約到德國士兵再次進軍萊茵蘭，幾乎所有的德國人都是相當樂見的。投否決票的為540，211。」
在大家認同再軍事化之後，幾乎所有人都忘記了那個曾經嚴重損害了國家社會主義政權之聲望的經濟危機。在萊茵蘭再軍事化獲得完勝後，希特勒的自信心飆升到了新的高度，熟悉他的人紛紛表示，自1936年3月之後，他的心理發生了其強烈變化，因為希特勒已經開始用前所未有的方式，完全相信他的無誤性。

### 法國

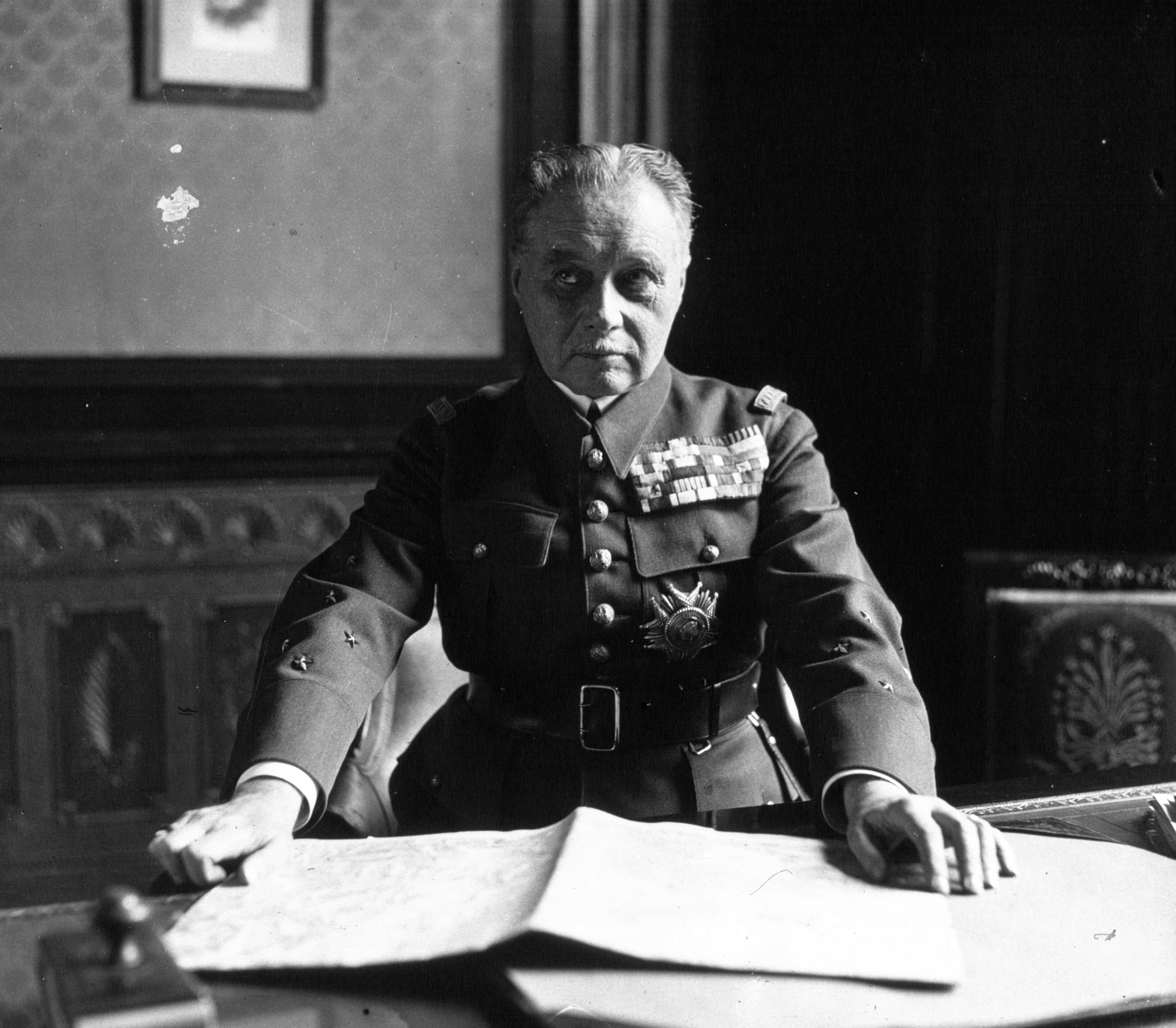
莫里斯·甘末林將軍──1936年之法國最高指揮官

歷史學家在沒有參考法國檔案（直到1970年代中期才被參閱）的情況下寫作，例如威廉·勞倫斯·夏伊勒在他的著作《第三帝國的興亡》（1960年）和《第三共和國的崩潰》（1969年）中，聲稱法國雖然此時擁有比德國更優越的武裝力量，尤其擁有動員100個步兵師的能力，但在心理上，法國並沒有準備好對德國使用武力的狀態。夏伊勒引用了法國有100個師，而在萊茵蘭的德國人只有19個營作為對比。法國在萊茵蘭危機期間的行動經常被認為是頹廢心理的論點，即在兩次世界大戰期間，法國生活方式的頹廢心理，導致法國人民在身心上已經墮落到法國人根本無法抵抗希特勒的地步。而當法國人在1940年被德國擊敗時，此心理便立刻到來了。夏伊勒寫道：如果法國人沒有在1936年陷入「失敗主義」，法國人本可以輕鬆地讓萊茵蘭的德國人撤退。美國歷史學家斯蒂芬·舒克等歷史學家後來研究了法國的相關主要資料來源，他們否定了夏伊勒的主張，並發現法國政策之所以癱瘓的主要因素是經濟問題。法國最高指揮官莫里斯·甘末林將軍曾通知法國政府，將德軍趕出萊茵蘭的唯一方法是動員法國軍隊：但這不僅不得人心，而且法國政府每天還要從國庫抽出約3000萬法郎。甘末林假設出最壞的情況，即法國進入萊茵蘭後將引發全面的法德戰爭，這種情況便需要全面動員。甘末林的分析得到了戰爭部長路易·莫兰將軍的支持，他告訴內閣，法國可以在沒有充分動員的情況下，解決德國的再軍事化行動。尤其是德西埃姆局在向法國內閣提交報告估計萊茵蘭有295,000名德國軍隊時，嚴重誇大了萊茵蘭的德軍人數。尤其是第二情報局在向法國內閣提交報告，估計萊茵蘭有295,000名德國軍隊時，這明顯地是嚴重誇大了在萊茵蘭的德軍人數。第二情報局把萊茵蘭的所有黨衛軍、衝鋒隊和地方警察計算為正規軍的一環，因此法國人認為只有徹底的動員，法國才有足夠的軍隊，將那所謂的295,000名德國軍隊完全驅逐出萊茵蘭，然而實際上，實際人數僅有3,000名德國士兵而已。法國歷史學家讓-巴蒂斯特·杜羅塞爾指責甘末林在向內閣提交的報告中，歪曲了第二情報局的情報，將黨衛軍、衝鋒隊和地方警察當成訓練有素的部隊，作為無所作為的理由。至於紐拉特關於德國僅向萊茵蘭派遣19個營的真實聲明被甘末林駁回，並被認為這是一個詭計，讓德國人可以聲稱他們沒有「公然違反」洛迦諾條約，以避免遭到反對的藉口，他還聲稱希特勒絕不會冒險，向萊茵蘭派遣如此小規模的軍隊。

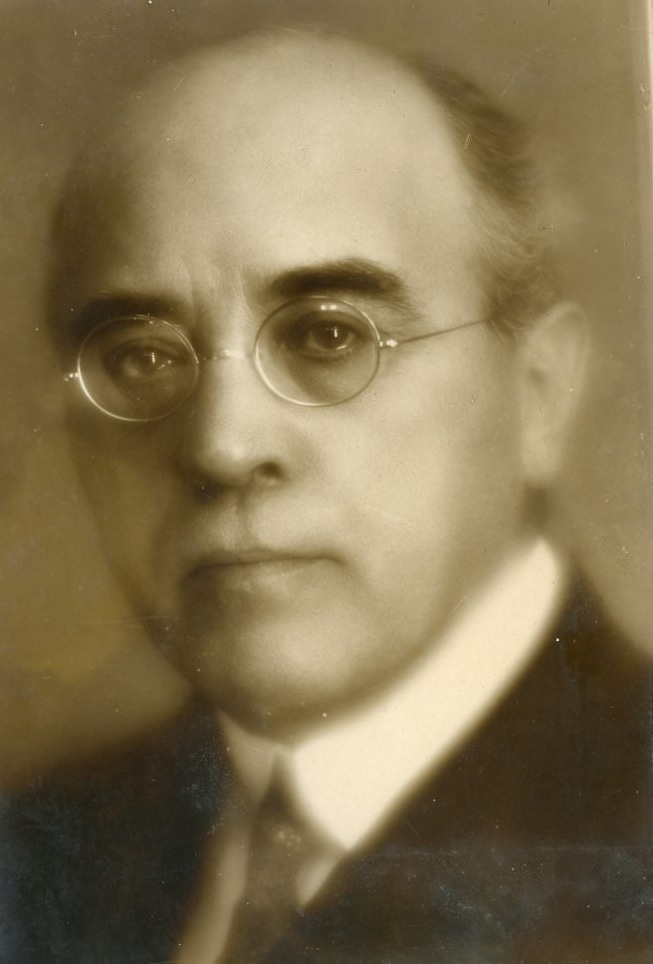
阿爾貝·薩羅──萊茵蘭危機期間的法國總理

與此同時，在1935年底至1936年初，法國陷入金融危機，法國財政部通知政府，用足夠的現金儲備來維持目前法郎金本位制與美元和英鎊掛鉤的價值已然不復存在，而只有倫敦和紐約之貨幣市場上的巨額外國貸款，才能防止法郎的價值遭受災難性的貶值。由於法國即將於1936年春季舉行選舉，法郎的貶值被法國大部分的輿論認為是令人憎惡的，但被總理阿爾貝·薩羅的看守政府否認，因為這在政治上是不可接受的。投資者對與德國開戰的可能，將不利於籌集必要的貸款以穩定法郎和德國對萊茵蘭的再軍事化，從而引發對戰爭的擔憂，導致大量現金流出法國，加劇法國的經濟危機，擔心的投資者會將儲蓄轉移到被認為更安全的外國市場去。法國直至1932年仍拖欠第一次世界大戰的債務的這一事實，使讓大多數投資者得出：如果法國捲入另一場與德國的戰爭，同樣的情況會再次發生。1936年3月18日，資金流動部（相當於常任副部長）主任威爾弗里德·鮑姆加特納 (Wilfrid Baumgartner) 向政府報告說，無論出於何種意圖和目的，法國都已破產。1936年3月，鮑姆加特納只能透過說服法國的主要金融機構，才能設法獲得足夠的短期貸款，以防止法國拖欠債務並避免法郎貶值太多。鑑於金融危機的影響，法國政府擔心沒有足夠的資金來支付動員費用，而動員造成的全面戰爭恐慌，只會讓金融危機火上澆油。美國歷史學家扎克·肖爾 (Zach Shore) 寫道：「1936 年，希特勒之所以行動成功的原因並非缺乏戰鬥意志，而是法國缺乏資金和軍事力量，因此也缺乏對抗德國再軍事化的行動計劃」。
此外，法國面臨的另一個問題，是法國空軍的狀況。第二情報局報告表示：德國空軍開發的飛機比法國先進得多，而且德國工業的卓越生產力和相當龐大的德國經濟，使德國空軍在戰鬥機方面擁有三比一的優勢。法國飛機工業的生產力問題將意味着法國空軍在與德國空軍作戰時將難以彌補戰損的損失。因此法國的軍事精英認為，如果戰爭來臨時，德國空軍將稱霸天空，並攻擊進軍萊茵蘭的法國軍隊，甚至於轟炸法國城市。法國人面臨的另一個問題是封鎖線之各國的態度。從1919年開始，法國就需要東歐的聯盟體系來提供額外的人力（畢竟德國的人口數量是法國的一倍半）並開闢一條可以對抗德帝國的東部戰線。如果沒有其他國家的封鎖線，法國就不大可能有擊敗德國的能力。然，只有捷克斯洛伐克明確的表示，如果法國進軍萊茵蘭，它將與德國開戰。波蘭、羅馬尼亞和南斯拉夫都表示，只有德國士兵進入法國時他們才會開戰。法國的輿論和媒體雖對德國的政變相當敵視，但很少有人對此呼籲開戰。大多數的法國媒體呼籲對德帝國實施國聯制裁，以造成其經濟損失，迫使德國軍隊撤出萊茵蘭，並呼籲法國建立新的聯盟並加強現有聯盟，以防止德國對國際現狀的進一步挑戰。為數不多的支持德國的媒體之一是保皇派的法國行動黨，它的橫幅標題是：「共和國暗殺了和平！」並繼續說德國的舉動是因為蘇法條約的因素所致。在另一個方面的意識形態，法國共產黨發表聲明，呼籲民族團結，反對「那些將我們進行大屠殺的人」，這些人也就是所謂的「拉瓦爾集團」，據稱該集團正在推動與德國的戰爭──這場或將對資本主義有利的呼籲。

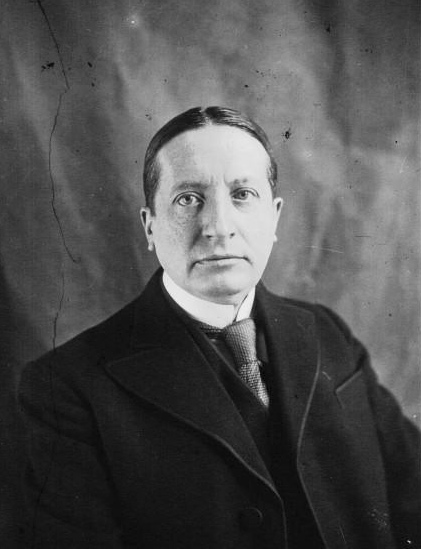
1932年的喬治·曼德爾。好鬥的保守派曼德爾是唯一一位主張戰爭以呼應要重新軍事化的法國部長。當時他是主管郵政的部長。

聽到德國的舉動後，法國政府發表聲明強烈暗示採取軍事行動是可行的選擇。3月7日上午9點30分至中午的這段期間，法國內閣召開會議並商討下一步行動；最後得出的結論是，法國外交部長皮埃爾-埃蒂安·弗朗丹應該要去會見洛迦諾條約內的其他國家的大使，並觀察他們的反應。喬治·曼德爾是法國內閣中唯一要求法國不計代價，立即進軍萊茵蘭並驅逐德國軍隊的聲音。當天晚些時候，與代表奧賽堤岸的秘書長聖瓊·佩斯和代表軍隊的莫里斯·加梅林召開了另一場內閣會議，後來雙方決定發表聲明表示：法國將保留反對重新軍事化的一切選擇。弗蘭丁在聽說萊茵蘭再軍事化後，便立即前往倫敦諮詢英國首相斯坦利·鮑德溫。出於國內的政治因素，弗蘭丁希望能找到一種方法，將不採取行動的責任轉移到英國身上。鮑德溫問弗蘭丁法國政府有什麼想法，但弗蘭丁說還沒有決定。弗蘭丁回到巴黎後，詢問法國政府應該如何回應。他們同意：「法國將把她的所有力量，置於國際聯盟的支配之下，以反對德國違反條約的行為」。3月8日，阿爾貝·薩羅總理在法國電台上表示：「我以法國政府的名義宣布，我們打算維持由洛迦諾條約構成法國和比利時安全之基本保證，由英國和義大利政府會簽。我們不願意讓斯特拉斯堡受到德國槍砲的攻擊。」與此同時，法國內閣決定：「我們將把我們所有的物質和道義力量交給國際聯盟使用……條件是我們必須有那些明確受萊茵蘭條約約束的人，來陪伴我們為和平而戰。」換句話說，只有英國和義大利也支持這樣做，法國才會對德國採取反擊行動。

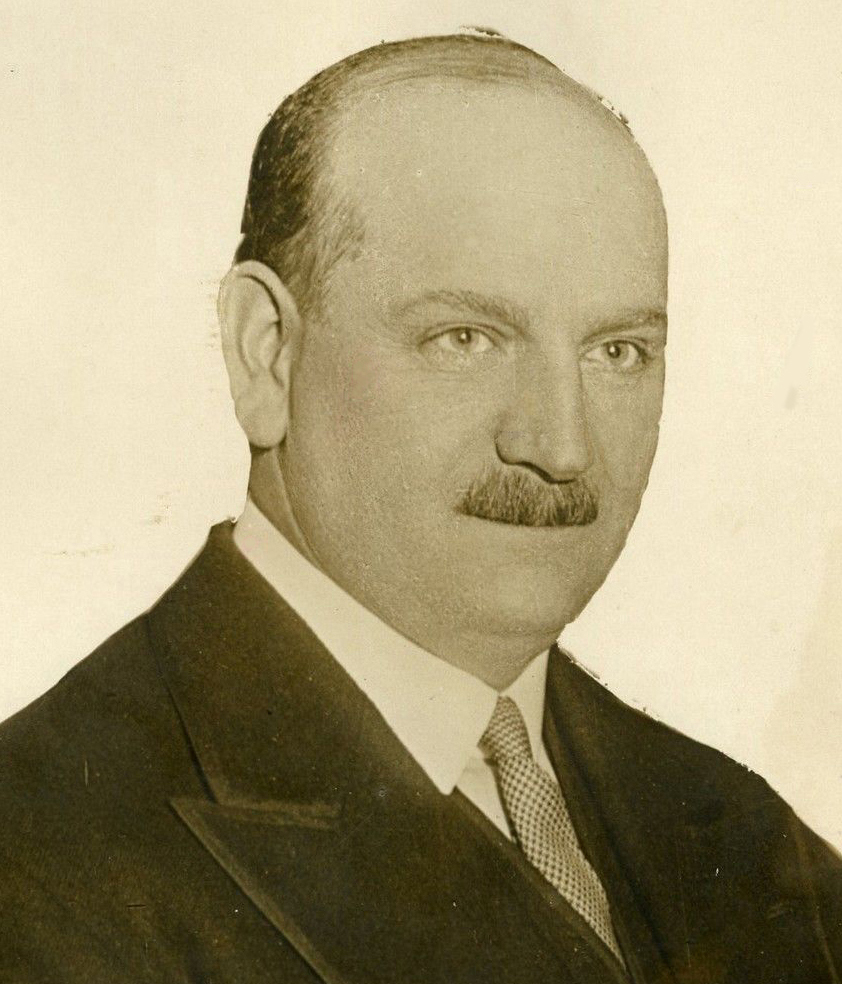
皮埃爾-埃蒂安·弗朗丹──萊茵蘭危機期間的法國外交部長。

由於經濟因素，法國政府已經排除了用動員和戰爭，作為扭轉希特勒的萊茵蘭行動的解決方式了，他們決定在這種情況下法國能做的最好的辦法，就是利用危機來獲得英國的「大陸承諾」，即英國承諾派遣大型地面部隊，並與第一次世界大戰相同的規模來保衛法國。弗蘭丁的戰略向英國強烈暗示，法國願意在萊茵蘭問題上與德國開戰，並期望英國人不想看到他們的洛迦諾條約導致他們與在許多英國人支持的德國之問題而發生戰爭。因此，弗蘭丁預計倫敦會要求巴黎「克制」。這樣一來，法國對萊茵蘭危機的「克制」及德國公開違反凡爾賽條約和洛迦諾條約的代價，將是英國的「大陸承諾」：屆時英國會明確將其安全與法國的安全聯繫起來，英國也將承諾派遣另一支大型遠征軍來保衛法國免受德國的襲擊。
在訪問倫敦與英國首相斯坦利·鮑德溫和外交大臣安東尼·艾登進行磋商期間，弗蘭丁執行了加拿大歷史學家羅伯特·J·楊所說的「一生的表現」，他對德國的舉動表達了極大的憤慨，並公開表示法國將準備在這個問題上開戰，強烈批評東道主英國要求法國「克制」。然而，他未能提供任何事情來保證法國的sécurité（安全）。由於不知道弗蘭丁試圖做什麼，法國軍方官員敦促政府告訴弗蘭丁收斂收斂他的言論。面對弗蘭丁的言論，1936年3月19日，英國政府發表了一份態度模糊的聲明，將英國安全與法國安全聯繫起來，這是自一戰以來首次同意英法參謀會談，但實際上效果非常有限。儘管對英國的提議感到失望，因為法國認為這些提議仍然太少，但法國人認為能在1936年獲得英國的支持承諾是一項值得的成就，特別是因為經濟原因，動員在1936年不被認為是一個可行的選擇。奧賽堤岸的directeur politique（政治總監）雷勒·馬西格利等等相信英法聯盟是阻止德國擴張主義的最佳方式的法國官員，對於英國不打算為法國的安全做更多的事情的行為表示非常失望。在給弗蘭丁的一份報告中，馬西格利警告如果法國接受了德國的再軍事化行動，波蘭、南斯拉夫和羅馬尼亞將步入德國的軌道，而捷克斯洛伐克將盡最大努力忠於1924年與法國的聯盟，但是在這時候，德國順帶地吞併奧地利只是時間問題。加梅林告訴英國武官，作為努力實現自1919年以來法國外交政策的主要目標──即他們長期渴望的成為「大陸承諾」的一部分：
「法國可以自己來進行戰鬥，也可以立即向比利時派遣一些增援部隊，但前提是他必須確定英國的遠征軍也正在前往。否則，這會意味着法國可能不得不重新考慮其對比利時的承諾，並讓後者自生自滅……這樣的行動將意味着承認德國可能潛在的空軍基地，以及對英格蘭進行空襲設施的可能性，對此，我們絕對不能無動於衷。」
法國陸軍元帥莫里斯·甘末林告訴法國政府，如果法國反擊德國軍隊，在長期戰爭中，法國並無法單獨贏得戰鬥，因此需要英國的幫助。考慮到即將舉行的大選，法國政府決定不進行法國軍隊的總動員。萊茵蘭再軍事化消除了法國對德國的最後控制，從而結束了法國從凡爾賽條約中得來的安全。只要萊茵蘭非軍事化，法國人就可以輕鬆地重新佔領該地區並威脅經濟上重要的魯爾工業區，如果法國認為德國的局勢成為威脅，該區就有立刻遭到入侵。

### 英國
英國的反應是喜憂參半，不過他們普遍不認為萊茵蘭再軍事化是有害的。洛錫安侯爵有一句名言，那就是「德國人走進他們自己的後院」。蕭伯納同樣聲稱這與英國重新佔領樸茨茅斯沒有什麼不同。在3月23日的日記中，哈羅德·尼科爾森議員指出：「『下議院』的感覺似乎非常親德，這意味着他們害怕戰爭的到來」。1936年萊茵蘭危機期間，沒有任何地方舉行公開集會或集會抗議萊茵蘭再軍事化，而是舉行了幾次「和平」集會，要求英國政府不要用戰爭來解決危機。自從經濟學家約翰·梅納德·凱因斯於1919年出版了他的暢銷書《和平的經濟後果》以來──凱恩斯在其中將凡爾賽條約描述為由報復性盟國強加的難以忍受的迦太基式和平──越來越多的英國輿論已經相信，凡爾賽條約對德國來說是非常「不公平」的。到了1936年，德軍進軍萊茵蘭後，大多數英國民眾認為希特勒違背這個「不公平」的凡爾賽條約是正確的，而英國如果為了維護「不公平」的凡爾賽條約而開戰，在道德上是不應該的。英國戰爭大臣阿爾弗雷德·達夫·庫珀於3月8日告訴德國大使利奧波德·馮·赫施：「由於英國人民準備在德國入侵法國領土時為法國而戰，但由於先前法國對萊茵蘭的佔領，這是他們不會想要訴諸戰爭了。而人們對非軍事化條款知之甚少，他們中的大多數人可能認為，他們不在乎德國人重新佔領自己的領土“兩步”。」

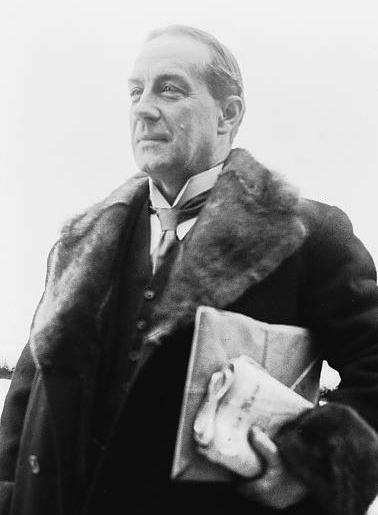
英國首相斯坦利·鮑德溫(拍攝日期不詳)

英國首相斯坦利·鮑德溫含着淚水聲稱：英國缺乏執行條約保證的資源，而且公眾輿論無論如何都不會支持軍事力量。英國參謀長警告說：與德國的戰爭是不可行的，理由是十年原則強加的大幅軍備削減，加上英國1934年才開始重新武裝的事實意味着，如果發生戰爭，英國最多只能在三個星期內，向法國派遣兩個裝備落後的師過去支援。此外，如果英國與德國開戰，白廳也表達了擔憂。其次是日本問題，自1931年日本從中國手中奪取滿洲以來，日本一直聲稱自己是遠東唯一的強國，並且可能會利用戰爭來奪取英國的亞洲殖民地。
英國外交大臣安東尼·艾登不鼓勵法國採取軍事行動，反對對德國實施任何金融或經濟制裁，並立即會見法國大使查爾斯·科爾賓，敦促法國克制下來。相反，伊登希望德國撤出除了象徵性數量的軍隊外的所有部隊，他們說他們會先重新部署人數，然後重新談判。影響英國政策的另一個因素是缺乏自治領的支持。倫敦的所有自治領高級專員，特別是南非和加拿大在這方面的直言不諱，都明確表示他們不會為恢復萊茵蘭的非軍事化地位而開戰，因此如果英國仍然要堅持己見，她將獨自一人來進行。美國歷史學家格哈特·溫伯格寫道：「……到3月13日，如果戰爭來臨，英國的自治領，尤其是南非聯邦和加拿大自治領都不會與英國站在一起。尤其是南非政府正忙於支持德國在倫敦和其他自治領政府的立場。」南非總理巴里·赫爾佐格將軍和加拿大總理威廉·萊昂·麥肯齊·金都不得不面對國內選區，分別是阿非利卡人和法裔加拿大人。他們中的許多人都強烈反對參加另一場對德的「英國戰爭」，因此，赫爾佐格和麥肯齊·金都是綏靖政策的堅定支持者，認為這是避免此類戰爭的最佳方式。赫爾佐格和麥肯齊·金都不希望在對大英帝國的忠誠與在戰爭來臨時處理反英選民之間做出選擇。自從1922年的查納克危機以來，英國一直敏銳地意識到自治領的支持不能再被自動假定，英國很清楚：自治領在1918年的勝利中發揮的巨大作用，因此他不能考慮在沒有自治領支持的情況下再打一場大戰。
英國外交部則對希特勒單方面採取倫敦提議談判的行動表示非常沮喪。正如外交部的一份備忘錄所抱怨的那樣：「希特勒剝奪了我們向他做出讓步的可能性，否則在我們考慮啟動的與德國的一般談判中，這可能是我們手中的一個可以討價還價的餘地。」萊茵蘭危機終結了伊登和范西塔特之間的隔閡，後者認為希特勒在3月7日的演講中提出的建議，是與德國進行「全面解決」的理由，而范西塔特則認為希特勒是在惡意談判。先前伊登和范西塔特在阿比西尼亞危機期間已經發生衝突，伊登支持對義大利的制裁，而范西塔特則希望義大利成為對抗德國的盟友。范西塔特認為，與希特勒「全面解決」是不可能的，最好的辦法就是加強與法國的關係以對抗德國。恐德症的范西塔特一直憎恨德國人，尤其不喜歡納粹黨，他認為納粹黨是文明的威脅。由於英國的重新武裝才剛剛開始，范西塔特支持伊登化解萊茵蘭危機，但作為一個強烈的親法主義者，范西塔特敦促政府利用危機作為開始與法國結成軍事聯盟對抗德國的機會。到1936年春天，范西塔特已經確信與德國的「普遍解決」是不可能的，因為希特勒想要的是征服世界。外交部官員歐文·歐瑪利建議英國讓德國東方「放手」（即接受德國對所有東歐的征服），以換取德國接受西歐現狀的承諾。范西塔特在回應中寫道，希特勒正在尋求征服世界，而允許德國征服整個東歐將為帝國提供足夠的原材料，使德國免受英國封鎖的影響，從而使德國人可以佔領西歐。范西塔特評論道：允許德國征服東歐，就是「讓歐洲的自由與民主消失」。相比之下，伊登認為英國的利益僅限於西歐，並且不同意范西塔特關於希特勒最終意圖可能是什麼的信念。伊登、內閣其他成員或大多數英國人民也沒有同意范西塔特的信念，即英國不能對東歐漠不關心的重點。

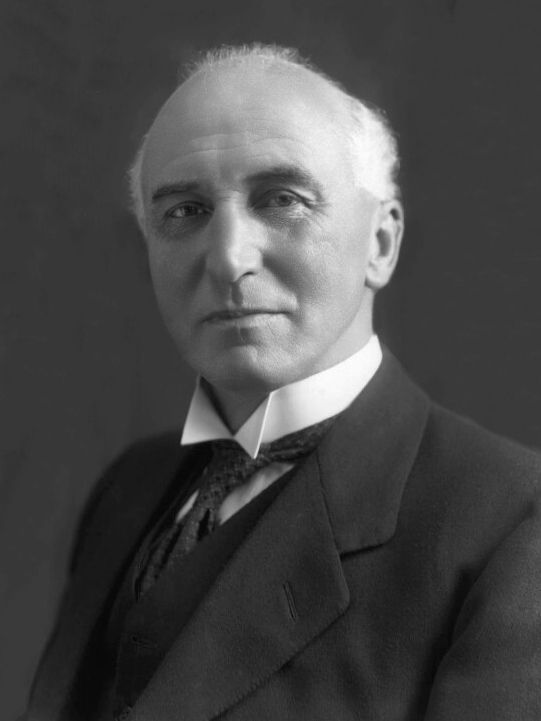
萊茵蘭危機期間的內政大臣──約翰·西蒙爵士

儘管英國同意與法國進行人員會談作為法國「克制」的代價，但許多英國大臣對這些會談並不滿意。內政大臣約翰·西蒙爵士寫信給伊登和鮑德溫，萊茵蘭再軍事化後與法國人舉行的工作人員會談將使法國人認為：
「他們把我們綁得很緊，以至於他們可以放心地等待與德國的談判破裂。在這種情況下，法國將一如既往地自私和頑固，與德國達成協議的前景將越來越暗淡。」
為了呼應西蒙的反對，英國人在開始五天后就結束了與法國人的工作人員會談。她們直到1939年2月，在1939年1月的荷蘭戰爭恐慌之後，英法參謀才再次舉行會談。除了內閣內部的反對外，英法參謀的會談還引起了大衛·勞合喬治以及比弗布魯克和羅瑟米爾媒體的激烈批評。正如《每日郵報》在領導者中所說的那樣，「軍事安排將使我們在其他人的使喚下進行戰爭」。此外，希特勒的特別大使約阿希姆·馮·里賓特洛甫警告鮑德溫和伊登，德國會將英法參謀談判視為致命威脅，如果談判繼續下去，任何與德國「全面解決」的任何可能都將永不存在。然而，英國歷史學家A·J·P·泰勒觀察到，英國將英國安全與法國安全聯繫起來的措辭相當模糊的聲明並沒有因為擔心這會不可挽回地損害英法關係而被否決。這意味着如果法國捲入與德國的戰爭，至少會有一個強有力的道德理由讓英國介入，因為1936年3月19日的聲明中，法國要求英國站在她這一邊。
在內維爾·張伯倫於1939年3月31日發表聲明提供對波蘭的「保證」之前，英國在東歐沒有超出國際聯盟盟約的安全承諾。但是，由於法國在東歐的聯盟體系，即所謂的「警戒線」，德國對法國東歐盟友的任何攻擊都會引發法德戰爭，由於1936年3月19日的聲明，法德戰爭將對英國站在法國一邊的介入，產生強大壓力。現實情況更是如此，因為他與洛迦諾條約不同，在洛迦諾條約中，英國承諾只有在德國進攻法國本土的情況下才會為法國提供力量，英國在3月19日的聲明是盡可能含糊其辭的一部分，因為他只是表明英國認為法國的安全是一項至關重要的國家需求，並且沒有區分德國襲擊法國與法國在德國襲擊警戒線的成員的情況下與德國開戰。因此透過這種方式，英國1936年3月的聲明不僅提供了英國直接承諾會保衛法國（儘管措辭極其含糊不清），而且還間接承諾了對警戒線的東歐國家的承諾。就這樣，英國政府發現自己被捲入了1938年的中歐危機，因為1924年的法捷聯盟將意味着任何的德捷戰爭都會自動變成法德戰爭。正是由於這種間接的安全承諾，英國才捲入了1938年的中歐危機，儘管人們普遍認為德國與捷克斯洛伐克的爭端與英國沒有直接關係。
在3月12日的下議院外交事務委員會會議上，保守黨後座議員溫斯頓·邱吉爾主張在國際聯盟的協調下進行英法協調，以幫助法國應對萊茵蘭再軍事化，但他從未被顯現過。邱吉爾在4月6日談到萊茵蘭再軍事化時說：「在法國邊境對面建立一條堡壘線，將使德國軍隊在這條線上得到節省，並使主力部隊可以在比利時和荷蘭之間迂迴」，準確地預測了法國戰役。

### 比利時
比利時雖然在1920年與法國結盟，但在萊茵蘭再軍事化之後，比利時再次選擇中立。1936年10月14日，比利時國王利奧波德三世在一次演講中說：
「德國重新佔領萊茵蘭，不再遵循洛迦諾條約的舉動，幾乎讓我們回到了戰前的國際地位……我們必須完全遵循比利時政策。而該政策必須徹底讓讓我們遠離鄰居間的爭吵。」
由於德國領導人很清楚英國和法國都不會打破比利時的中立，比利時宣布中立實際上意味着，如果德國發動另一場戰爭，盟軍在西方發動進攻的危險將不再存在，因為德國人現在正忙於在與法國接壤的邊境修建齊格菲防線。相比之下，就像1914年之前一樣，德國領導人都非常願意打破比利時的中立。比利時的中立意味着比利時軍隊和其他國家的軍隊之間不能進行人員會談，這意味着當德國軍隊在1940年入侵比利時時，他們沒有任何計劃來協調比利時軍隊與法國和英國軍隊的行動，這使德國在進攻中處於優勢地位。

### 波蘭
波蘭宣布將遵守1921年簽署的法波軍事同盟，儘管該條約規定波蘭只有在法國本土被入侵時才會援助法國。與此同時，貝克上校向法國大使萊昂·諾埃爾保證他對法波聯盟的承諾以及波蘭願意與法國站在一起，他還告訴德國大使漢斯-阿道夫·馮·莫爾特克伯爵，由於德國不打算入侵法國，所以如果法國採取行動，法波同盟不會生效，波蘭也不會採取任何行動。貝克向莫爾特克強調波蘭不被允許與洛迦諾簽約，也不會為洛迦諾條約開戰，並且作為1934年德波互不侵犯條約的締造者之一，他是德帝國的朋友。貝克在3月9日告訴莫爾特克，他與法國開戰的承諾「實際上是無效的」，因為他只有在德國軍隊進入法國本土時才會生效。溫伯格寫道，貝克在萊茵蘭危機期間「口是心非」，他告訴德國和法國大使關於波蘭將要做什麼的不同事情，「……對貝克的個人聲譽沒有任何影響，並涉及波蘭的巨大風險……」。如果法國首先動員，波蘭確實可同意動員其軍隊，但是他們在國際聯盟的理事會中投下了反對票。

### 美國
在萊茵蘭危機期間，奉行孤立主義的美國政府採取了嚴格的「不干涉」政策，並對此無所作為。在危機期間，富蘭克林·D·羅斯福總統前往佛羅里達進行了一次「外交上的方便」之延長釣魚之旅，以避免回答記者關於他的政府如何應對歐洲危機的問題之計畫。美國政府內部的普遍情緒由駐柏林的美國武官杜魯門·史密斯表達，他寫道：希特勒只是尋求結束法國在歐洲的統治，而不是尋求摧毀法國這個大國。史密斯的報告總結道：「凡爾賽條約已經死了。也旭日後還會有新的德國之災和新的凡爾賽條約，但不會是自1920年以來，像烏雲一樣懸在歐洲上空的凡爾賽條約」。

### 蘇聯
在公開場合，蘇聯政府強硬地譴責德國行動是對和平的威脅。與此同時，蘇聯外委馬克西姆·李維諾夫在國際聯盟大會上發表講話，讚揚集體安全，呼籲世界反對希特勒的行動，然，駐柏林的蘇聯外交官告訴他們在奧斯威辛的外交官他們希望建立更好的商業關係，這反過來可能會導致更好的政治關係。就在再軍事化之後，蘇聯總理維亞切斯拉夫·莫洛托夫接受了瑞士報紙時代報的採訪，並暗示蘇聯希望與德國建立更好的關係。1936年4月，蘇聯與德國簽署了一項商業條約，規定擴大德蘇貿易。蘇聯與德國開戰的一個主要問題是缺乏共同的德蘇邊界，這需要波蘭和羅馬尼亞政府授予紅軍過境權。儘管他們聲稱願意與德國國防軍接觸，蘇聯外交部更傾向於與波蘭和羅馬尼亞在發生戰爭時就過境權進行談判，以暗示他們希望談判失敗──這表明蘇聯對德國的強硬路線純粹乃裝腔作勢。羅馬尼亞以及波蘭都表示非常擔心，如果允許蘇聯紅軍在與德國作戰的途中獲得過境權進入他們的國家，一旦戰爭結束，他們將不會離開──蘇聯外交部對此未能在這一點上提供令人信服的保證。

### 國際聯盟
當國際聯盟理事會在倫敦開會時，唯一贊成對德國實施制裁的代表是蘇聯代表馬克西姆·李維諾夫。儘管德國不再是聯盟的成員，但里賓特洛甫被允許在3月19日的聯盟大會上發表演講，他試圖證明德國的行為是法蘇條約強加給帝國的，並警告說，那些投票決定對德國實施制裁的國家或將面臨嚴重的經濟後果。到1936年，許多東歐、斯堪的納維亞和拉丁美洲國家的經濟在大蕭條中受到沉重打擊，變得非常依賴與德國的貿易來維持經濟發展，而這僅出於經濟原因，因為這些國家都不想冒犯德國。厄瓜多總統費德里哥·帕埃斯發表講話，宣布對德帝國實施制裁的想法是很「荒謬的」行為。當時，英國外交部估計，全世界願意對德國實施制裁的國家只有英國、法國、羅馬尼亞、比利時、捷克斯洛伐克和蘇聯。瑞典、丹麥、挪威、波蘭、荷蘭、希臘、瑞士、土耳其、智利、愛沙尼亞、葡萄牙、西班牙和芬蘭的駐聯盟大使都公開表示，他們認為對德國的制裁是他們國家的「經濟自殺」。墨索里尼仍然對聯盟對義大利實施的制裁感到憤怒，他在講話中明確表示：他絕對不會因為萊茵蘭的再軍事化而加入對德國的任何制裁。1935年秋天，英國能夠讓國際聯盟對義大利實施有限制裁，但到1936年冬末，對德國實施全面制裁的想法出現了──其經濟規模是義大利的四倍，使德國成為觸角遍及全球的「經濟章魚」──對世界其他地方來說是不可想像的。此外，要使制裁奏效，美國必須加入。1935年，美國政府宣布，由於美國不是盟國成員，因此不會遵守盟約對義大利的制裁，這對於美國加入對德國實施制裁的想法幾乎不是一個有希望的先例。阿根廷宣布，只有在美國承諾加入的情況下，它才會投票支持對德國的制裁。安理會宣布，儘管並非一致，但萊茵蘭的再軍事化確實違反了凡爾賽條約和洛迦諾條約。希特勒受邀為歐洲安全制定一項新計劃，他的回應是聲稱他「沒有任何對歐洲的領土要求」，並希望與英國和法國達成一項為期25年的互不侵犯條約。然而，當英國政府進一步詢問這個提議的協議時，他們沒有得到答覆。

## 後續
萊茵蘭再軍事化決定性地改變了對德國的力量對比。法國在反對德國擴張或侵略方面的可信度受到質疑。法國的軍事戰略完全是防禦性的，絲毫沒有入侵德國的意圖，而是計劃保衛馬其諾防線。法國甚至未能向萊茵蘭派遣一支部隊，這向歐洲其他國家表明了這一戰略。
東歐的潛在盟友都無法再信任並與法國結盟，因為他們不相信法國會以入侵威脅威懾德國，而如果沒有這種威懾，盟友將在軍事上束手無策。
比利時放棄了與法國的防禦聯盟，並在戰爭期間重新宣布中立。法國忽視擴大馬其諾防線以覆蓋比利時邊境的不足，這讓德國在1940年時準確地入侵了那裡。
墨索里尼曾反對德國的擴張，但因為他現在意識到與法國的合作已經沒有希望，因此他開始向德國靠攏。法國的所有盟友都對此感到失望，甚至教皇庇護十一世告訴法國大使：「如果你下令立即將20萬人推進到德國人佔領的地區，你就會給大家帶來很大的好處」。
隨着萊茵蘭地區的再軍事化，德國開始修建齊格菲防線，這意味着如果德國攻擊警戒線中的任何一個國家，法國威脅入侵的能力就會受到限制。這就是萊茵蘭再軍事化對力量平衡的影響，捷克斯洛伐克總統愛德華·貝奈斯甚至認真考慮要放棄與法國的聯盟並尋求與德國的和解。他直到在和解的代價是捷克斯洛伐克獨立的實際損失變得清楚之後才放棄了這個想法。
同樣，羅馬尼亞國王卡羅爾二世得出結論，羅馬尼亞可能不得不放棄與法國的聯盟，並接受他的國家從法國轉移進德國的勢力範圍。

1936年5月，新任命的美國駐法國大使小威廉·克里斯蒂安·布利特訪問德國並在那裡會見了巴倫·馮·諾伊拉特。1936年5月18日，布列特向富蘭克林·羅斯福總統報告：
「馮·諾伊拉特說，在「萊茵蘭被消化」之前，德國政府的政策是不參與外交事務。他解釋說，他的意思是在德國在法國和比利時邊境修建防禦工事之前，德國政府將盡一切可能阻止而不是鼓勵納粹政變在奧地利爆發，並將在捷克斯洛伐克問題上保持冷靜。一旦我們的防禦工事建成，中歐國家意識到法國不能隨意進入德國領土，所有這些國家就會開始對他們的外交政策產生非常不同的看法，一個新的群集就會發展起來。」以上。
1936年6月15日至20日，小協約國捷克斯洛伐克、羅馬尼亞和南斯拉夫的參謀長會面，討論變化的國際局勢。他們決定維持目前與匈牙利開戰的計劃，但得出的結論是，隨着萊茵蘭現在再軍事化，法國在與德國開戰時採取有效行動的希望渺茫。會議最後得出的結論是，現在東歐只有兩個大國（德國和蘇聯），而最好的辦法是避免另一場戰爭，因為無論贏家是誰，幾乎可以肯定的是，他們這些小國將會失去獨立性。溫伯格寫道：整個德國精英和大部分德國人民的態度是，任何新的戰爭都只會使德國受益，結束萊茵蘭的非軍事化狀態只是打開開始新戰爭的大門是一件好事。他認為這種態度極其短視、自毀和愚蠢，即使從狹隘的德國觀點來看也是如此。溫伯格指出，德國在1945年戰敗後失去了獨立，當年強加的奧得河－尼斯河線下的領土，比當年凡爾賽條約下的領土多得多。連同數百萬人的死亡和城市的毀滅，他認為，從德國的角度來看，最好的辦法是接受凡爾賽條約，而不是開始一場新的戰爭，而這場戰爭最終，便以德國被徹底粉碎、分割和占領而告終。

## 備註
1. ↑  Norrin M. Ripsman, and Jack S. Levy, "The preventive war that never happened: Britain, France, and the rise of Germany in the 1930s." Security Studies 16.1 (2007): 32-67.
2. 1 2  Richard J. Evans. . Penguin Books Limited. 26 July 2012: 637. ISBN 978-0-7181-9681-3.
3. ↑  Martin Gilbert and Richard Gott, The Appeasers (Phoenix Press, 2000), p. 41.
4. 1 2  Kallis, pp. 112–113.
5. ↑  Emmerson, pp. 22–23
6. 1 2  Shore, p. 7.
7. ↑  Duroselle, pp. 116–117
8. ↑  Emmerson, pp. 23 & 97.
9. 1 2  Weinberg (1970), p. 239.
10. ↑  Emmerson, p. 25.
11. ↑  Young (1996), pp. 19–21.
12. ↑  Young (1996), p. 21.
13. ↑  Kallis, pp. 129 & 141.
14. ↑  Ueberschär, Gerd & Müller, Rolf-Dieter Hitler's War in the East, 1941–1945: A Critical Assessment, Oxford: Berghahn Books, 2002 page 14
15. 1 2  Young, (1996), pp. 17–18.
16. ↑  Duroselle, pp. 172–182.
17. ↑  Kallis, pp. 78–79 & 82–83.
18. ↑  Müller, Klaus Jürgen The Army, Politics and Society in Germany, 1933–1945, Manchester: Manchester University Press, 1987, p. 48.
19. ↑  Kallis, p. 79.
20. ↑  Emmerson, p. 28.
21. ↑  Bond, pp. 197–198.
22. ↑  Bond, p. 198.
23. ↑  （英語） Andrew Rothstein. . Basingstoke: Macmillan Publishing. 1980: 35  [2022-07-18]. ISBN 0-333-27693-0. （原始内容存档于2022-04-19）.
24. ↑  亞瑟·哈里斯曾在1945年用同樣的口吻，以奧托·馮·俾斯麥的一句名言諷道：「整個巴爾幹半島都不值得一個波美拉尼亞擲彈兵的骨頭來保證。」 此話後被歷史學家弗雷德里克·泰勒紀錄於1945年2月13日。
25. ↑  Emmerson, p. 24.
26. 1 2 3  Schuker (1999), pp. 48–49.
27. ↑  Bennett, Edward German Rearmament and the West, 1932–1933, Princeton: Princeton University Press, 2015 page 109
28. 1 2  Kallis, p. 82.
29. ↑  Emmerson, pp. 28–29.
30. ↑  Kallis, p. 83.
31. ↑  Keith Neilson; Greg Kennedy; David French. . Ashgate. 2010: 120  [2021-11-27]. ISBN 9780754665939. （原始内容存档于2022-04-19）.
32. ↑  Bond, pp. 198–199.
33. ↑  Bond, p. 199.
34. ↑  Bond, pp. 200–201.
35. 1 2 3 4 5 6 7  Sullivan, Barry "More than meets the eye: the Ethiopian War and the Origins of the Second World War" pages 178–203 from The Origins of the Second World War Reconsidered A.J.P. Taylor and the Historians, London: Routledge, 1999 page 179
36. 1 2  Emmerson, p. 33.
37. 1 2 3 4 5 6  Heinemann, p. 112.
38. ↑  Weinberg (2013), p. 188.
39. 1 2  Weinberg (2013), p. 171.
40. ↑  Correlli Barnett, The Collapse of British Power, London: Methuen, 1972, page 353.
41. 1 2 3  Shore, p. 8.
42. ↑  Duroselle, p. 109.
43. ↑  Duroselle, p. 114.
44. ↑  Smith, p. 261.
45. ↑  Smith, p. 262.
46. ↑  Doerr, Paul British Foreign Policy, 1919–1939, Manchester: Manchester University Press, 1998 page 137
47. ↑  Neville, Peter Hitler and Appeasement: The British Attempt to Prevent the Second World War, London: A&C Black, 2006 page 138
48. ↑  Pratt, Larry East of Malta, West of Suez: Britain's Mediterranean Crisis, 1936–1939, Cambridge: Cambridge University Press, 1975, pages 26–27
49. ↑  Duroselle, p. 111.
50. ↑  Cairns, John "Reflections on France, Britain and the Winter War Problem, 1939–1940" pages 269–285, from The French Defeat of 1940 Reassessments edited by Joel Blatt, Berghahn Books: Providence, Rhode Island, 1998 page 285
51. ↑  Geoffrey Warner, Pierre Laval and the Eclipse of France (New York: Macmillan, 1969), p. 126.
52. 1 2  Emmerson, p. 35.
53. ↑  Emmerson, p. 37
54. 1 2  Kallis, p. 144-145.
55. ↑  Pratt, Larry East of Malta, West of Suez: Britain's Mediterranean Crisis, 1936–1939, Cambridge: Cambridge University Press, 1975 page 26
56. ↑  Crozier, Andrew Appeasement and Germany's Last Bid for Colonies Macmillan Press: London, United Kingdom, 1988 p. 33.
57. ↑  Emmerson, pp. 62–3.
58. ↑  Crozier, Andrew Appeasement and Germany's Last Bid for Colonies, Press: London, United Kingdom, 1988 p. 32.
59. 1 2 3  Weinberg (1970), p. 247.
60. 1 2 3 4  Heinemann, p. 113.
61. 1 2 3 4  Weinberg (1970), p. 241.
62. ↑  Shore, pp. 5–6.
63. ↑  Shore, p. 6.
64. ↑  Shore, p. 12–13.
65. ↑  Shore, p. 13–14.
66. ↑  Shore, pp. 14–15.
67. ↑  Shore, pp. 14–16.
68. ↑  Emmerson, pp. 72–74.
69. ↑  Weinberg (1970), p. 246.
70. ↑  Kershaw (1998), pp. 582–586.
71. ↑  Emmerson, p. 39
72. ↑  Shore, p. 10.
73. 1 2  Shore, p. 11.
74. 1 2 3  Strang, G. Bruce "War and Peace: Mussonlini's Road to Munich" pages 160–190 from The Munich Crisis, 1938 edited by Igor Lukes & Erik Goldstein, Frank Cass: London, 1999 page 173.
75. 1 2 3  Cassels, Alan "Mussolini and the Myth of Rome" pages 57–74 from The Origins of the Second World War Reconsidered A.J.P. Taylor and the Historians, London: Routledge, 1999 page 63.
76. ↑  Duroselle, pp. 112–113.
77. ↑  Duroselle, p. 113.
78. ↑  Duroselle, p. 115.
79. 1 2  Heinemann, p. 114.
80. ↑  Rupert Matthews, Hitler: Military Commander (Arcturus, 2003), p. 115.
81. ↑  Rupert Matthews, Hitler: Military Commander (Arcturus, 2003), p. 113.
82. ↑  Weinberg (1970), p. 252.
83. ↑  Emmerson, p. 66.
84. ↑  Kagan, p. 212.
85. ↑  Duroselle, pp. 122–123.
86. ↑  Duroselle, p. 123.
87. ↑  Kershaw (1998), p. 584.
88. 1 2  Kershaw (1998), pp. 584–585.
89. ↑  Weinberg (1970), p. 247-248.
90. ↑  Weinberg (1970), p. 250.
91. ↑  Weinberg (1970), p. 249.
92. 1 2  Heinemann, p. 114–115.
93. ↑  Kershaw (1998), p. 581.
94. 1 2  Weinberg (2013), p. 194.
95. ↑  Neville, Peter Mussolini, London: Routledge, 2004 p. 135.
96. ↑  Kallis, p. 165.
97. ↑  Kershaw (2000), pp. 7, 88 & 165–166.
98. ↑  Kershaw (2000), p. 143.
99. ↑  Kershaw (1998), p. 585.
100. 1 2  Duroselle, p. 122.
101. 1 2  Kershaw (1998), p. 586.
102. ↑  Weinberg (2013), p. 196.
103. ↑  Parker (1956), p. 355.
104. 1 2  Shirer, p. 291.
105. 1 2  Kallis, p. 113.
106. ↑  Rupert Matthews, Hitler: Military Commander (Arcturus, 2003), page 116.
107. ↑  Heinemann, p. 115.
108. ↑  Shirer, pp. 293 & 295
109. 1 2  Knickerbocker, H.R. . Reynal & Hitchcock. 1941: 26,148  [2021-11-27]. ISBN 9781417992775. （原始内容存档于2022-04-19）.
110. ↑  J. R. Tournoux, Petain et de Gaulle (Paris: Plon, 1964), p. 159.
111. ↑  May, Ernest R.: Strange Victory, New York: Hill & Wang, 2000 page 37.
112. 1 2  May, Ernest R.: Strange Victory, New York: Hill & Wang, 2000 pages 35–36.
113. ↑  Emmerson, p. 36
114. ↑  Bartov, Omer "Soldiers, Nazis and War in the Third Reich" pages 133–150 from The Third Reich The Essential Readings edited by Christian Leitz, London: Blackwell, 1999 pages 137–139 & 144–146
115. ↑  Bartov, Omer "Soldiers, Nazis and War in the Third Reich" pages 133–150 from The Third Reich The Essential Readings edited by Christian Leitz, London: Blackwell, 1999 pages 138–139.
116. ↑  Goda, Norman "Black Marks: Hitler's Bribery of his Senior Officers During World War II" from pages 96–137 from Corrupt Histories, Toronto: Hushion House edited by Emmanuel Kreike, & William Chester Jordan, 2005 page 102
117. 1 2 3 4 5  Kershaw (1998), p. 587.
118. ↑  House of Commons, July 27, 1936: https://www.theyworkforyou.com/debate/?id=1936-07-27a.1207.1 （页面存档备份，存于）
119. 1 2 3  Kershaw (1998), p. 588.
120. 1 2 3 4  Kershaw (1998), p. 590.
121. ↑  Kershaw (1998), p. 590–591.
122. ↑  Shirer, p. 294.
123. 1 2  Kershaw (1998), p. 591.
124. ↑  Shirer, p. 291–293.
125. ↑  Shirer, p. 293.
126. ↑  Young, (1996), p. 146.
127. ↑  Schuker (1997), pp. 223 & 236–37.
128. ↑  Schuker, (1997), p. 235.
129. 1 2  Young (1978), p. 121.
130. ↑  Duroselle, p. 125-126.
131. 1 2  Schuker, (1997), p. 237.
132. ↑  Schuker, (1997) pp. 237–238.
133. 1 2 3  Schuker, (1997), p. 238.
134. ↑  Shore, pp. 7–8.
135. 1 2 3  Emmerson, pp. 108–109.
136. 1 2  Emmerson, p. 119.
137. 1 2  Emmerson, p. 116.
138. ↑  Duroselle, p. 129.
139. ↑  Duroselle, p. 128.
140. 1 2  Parker (1956), p. 356.
141. ↑  Emmerson, p. 104
142. ↑  Schuker, (1997), pp. 238–239.
143. ↑  A. J. P. Taylor, The Origins of the Second World War (Penguin, 1991), p. 130.
144. ↑  Parker (1956), p. 357.
145. 1 2  Parker (1956),  p. 358.
146. ↑  Schuker, (1997), p. 239.
147. 1 2  Young (1978), p. 124.
148. 1 2  Young, (1978), pp. 124–25.
149. ↑  Young (1978), p. 123.
150. ↑  Young (1978), pp. 123–124.
151. ↑  Ulrich, Raphäelle "René Massigli and Germany, 1919–1938" pp. 132–48 from French Foreign and Defence Policy, 1918–1940 The Decline and Fall of A Great Power edited by Robert Boyce, London, United Kingdom: Routledge, 1998 p. 144.
152. 1 2  Weinberg (1970), p. 254.
153. ↑  Young (1978), p. 125
154. ↑  Taylor, A.J.P. The Origins of the Second World War Penguin: London, 1991 page 131.
155. ↑  Correlli Barnett, The Collapse of British Power (Pan, 2002), p. 336.
156. ↑  Harold Nicolson, The Harold Nicolson Diaries: 1919–1964 (Weidenfeld & Nicolson, 2004), p. 139.
157. ↑  Emmerson, p. 144.
158. 1 2 3  Weinberg (1970), p. 259.
159. ↑  Taylor, A.J.P. The Origins of the Second World War, London: Penguin 1961, 1976 p. 132.
160. ↑  Kagan, p. 213.
161. ↑  Emmerson, p. 139.
162. ↑  . . Learning Curve (The National Archives). （原始内容存档于2009-05-06）.
163. ↑  Weinberg (1970), p. 258.
164. ↑  Medlicott, W.N. Britain and Germany Athlone Press: London, United Kingdom, 1969 page 24.
165. ↑  Roi, pp. 128–129.
166. 1 2  Roi, pp. 128–130.
167. 1 2 3 4 5  Roi, p. 130.
168. ↑  Parker (1997), p. 214.
169. ↑  Emmerson, p. 217.
170. ↑  Emmerson, pp. 215–216.
171. ↑  Taylor, A.J.P. The Origins of the Second World War, London: Penguin 1961, 1976 p. 148.
172. ↑  Overy, Richard & Wheatcroft, Andrew The Road To War, London: Macmillan, 1989 p. 86.
173. ↑  Martin Gilbert, Churchill: A Life (Pimlico, 2000), p. 552.
174. ↑  Charles Cheney Hyde, 'Belgium and Neutrality', The American Journal of International Law, Vol. 31, No. 1. (January 1937), p. 82.
175. 1 2 3  Weinberg (1970), pp. 283–284.
176. 1 2  Weinberg (1970), p. 255.
177. ↑  Emmerson, p. 158.
178. ↑  Emmerson, p. 159.
179. ↑  Weinberg (1970), p. 256.
180. 1 2 3 4  Offner, p. 415.
181. 1 2 3  Jiri Hochman, The Soviet Union and the Failure of Collective Security 1934–1938 (1984) p. 104.
182. ↑  Hochman, p. 122.
183. ↑  Hochman, p. 57.
184. ↑  Hochman, p. 76.
185. ↑  Emmerson, pp. 170–171.
186. ↑  Emmerson, pp. 171–172.
187. ↑  Emmerson, p. 166.
188. ↑  Emmerson, p. 171.
189. ↑  Emmerson, p. 172.
190. ↑  Kallis, p. 144.
191. ↑  Emmerson, pp. 171–171.
192. ↑  Taylor, p. 133.
193. 1 2 3  Weinberg (1970), p. 262.
194. ↑  Jeffrey Record. . Potomac Books. 2007: 27–29  [2021-11-27]. ISBN 9781597970396. （原始内容存档于2022-05-13）.
195. 1 2 3  Weinberg (1970), p. 261.
196. ↑  Shirer, p. 295.
197. ↑  Weinberg (1970), pp. 261–262.